# Campagne méditerranéenne (1793-1796)
Ne doit pas être confondu avec Campagne méditerranéenne de 1798.
Guerre de la Première Coalition
La campagne méditerranéenne de 1793-1796 est un théâtre majeur de conflit dans les premières années des guerres de la Révolution française. Elle oppose la première coalition, notamment l'Empire britannique et l'Espagne à la nouvelle République française.

## Contexte
À la suite de la Révolution française de 1789, pratiquement enfermé à sa résidence au palais des Tuileries, Louis XVI est pressé par son frère et son épouse de réaffirmer son indépendance en se réfugiant avec le royaliste François Claude de Bouillé, basé à Montmédy avec 10 000 soldats considérés comme fidèles au roi. La famille royale quitte le palais déguisée dans la nuit du 20 juin 1791. Le lendemain, le roi est reconnu alors qu’il passe par Varennes. Il est arrêté et ramené à Paris. Le 27 août, l’empereur Léopold II et le roi Frédéric-Guillaume II publient la déclaration de Pillnitz déclarant leur soutien à Louis et faisant allusion à une invasion de la France en son nom.
La colère populaire s’accroit lorsque les détails du Manifeste de Brunswick parviennent à Paris le 1er août, menaçant d’une « vengeance inoubliable » si quelqu’un s’oppose aux Alliés dans leur tentative de restaurer le pouvoir de la monarchie. Dans la matinée du 10 août, une force combinée de la Garde nationale de Paris et des fédérés provinciaux attaque le palais des Tuileries. La famille royale se réfugie auprès de l’Assemblée et les députés présents votent pour la suspension de la monarchie. La République française nouvellement forméedéclare la guerre à l’Empire autrichien et la Prusse le 20 avril 1792. La France entre ensuite en guerre avec le royaume de Sardaigne le 15 septembre.
Le 21 janvier 1793, le gouvernement révolutionnaire exécute Louis XVI à l’issue d’un procès l'accusant de trahison,. La Grande-Bretagne a bien accueilli au départ les événements en France. Mais rapidement, elle revient à sa politique d'équilibre européen lorsque la France multiplie les annexions sur les fronts alpin et belge. L'intégration de la Belgique et l'ouverture de l'Escaut donnent des arguments aux partisans de la guerre en Grande-Bretagne. Londres ne peut supporter que la place financière d'Anvers soit aux mains des Français. Le 24 janvier, l'ambassadeur français à Londres, François Bernard de Chauvelin, est sommé de quitter le pays. En France aussi, les partisans de la guerre contre la Grande-Bretagne redoutent la concurrence économique, commerciale et coloniale britannique. Le 1er février, La Convention déclare la guerre à la Grande-Bretagne et aux Provinces-Unies. L'Espagne rompt ses relations diplomatiques avec la France qui lui déclare la guerre le 7 mars. Les États pontificaux, les Naples, Parme, Modène, la Toscane et le Portugal ne tardent pas à suivre.

## 1793

### Expédition de Sardaigne

#### Préparatifs
Le commandement de cette opération est confié au contre-amiral Laurent Truguet, commandant de la flotte méditerranéenne, qui a du mal à lever les troupes nécessaires. La France en général et la marine française en particulier subissent de graves bouleversements et ce n’est qu’en décembre qu’une force expéditionnaire suffisante avait été préparée. Truguet et la flotte méditerranéenne naviguent ensuite avec une armée française, transportée sur des transports, arrivant au large de la capitale de la Sardaigne, Cagliari sur la côte sud, le 21 décembre 1792.
En Sardaigne, des avertissements de l’attaque française imminente étaient arrivés des mois plus tôt, bien que l’autorité politique basée avec le roi Victor-Amédée III à Turin ait fait peu d’efforts pour renforcer l’île, estimant que cela pourrait être considéré par les Français comme une provocation. Les habitants de l’île étaient cependant de fervents catholiques et la persécution du clergé catholique à la suite de la Révolution française a suscité une opposition considérable parmi le peuple sarde ; le gouvernement local, les Stamenti, a pu lever plus de 4 000 fantassins et 6 000 cavaliers, bien que la garnison soit très à court d’artillerie.

#### Siège de Cagliari
Alors que la flotte française de 36 navires entre dans le golfe de Cagliari, une violente tempête s’abat, poussant les navires de Truguet au large. Un certain nombre de transports de troupes sont perdus et le reste de la flotte est conduit à Palmas sur la côte sud-ouest de l’île. Là, Truguet débarque des troupes sur les îles de San Pietro et de Sant’Antioco, qui sont toutes deux prises sans combattre. Il débarque également des groupes sur les terres sardes, bien qu’ils soient repoussés par les forces irrégulières sardes qui tirent depuis les flancs des collines. Les Sardes attribuent la tempête à l’apôtre saint Thomas, le jour de sa fête le 21 décembre,. Truguet reste au large de Palmas pendant un mois, rassemblant ses navires en vue d’une autre attaque. Le 22 janvier, il entre de nouveau dans le golfe de Cagliari et envoie un détachement d’un officier et de 20 hommes pour exiger la reddition des Sardes. Les Sardes, rassemblés pour la fête de saint Éphèse, ouvrent le feu sur le bateau alors qu’il s’approche et tuent 17 membres du groupe, les survivants s’abritant derrière un navire marchand suédois neutre. Furieux, Truguet ordonne un lourd bombardement de la ville le 25 janvier. À ce moment-là, Truguet a amassé 82 navires pour l’invasion, dont 41 transports, mais son attaque s’avère inefficace. La force des batteries côtières et l’utilisation de tirs de feu infligent des dommages importants à plusieurs navires français, qui ne savent pas endommager sérieusement la ville.

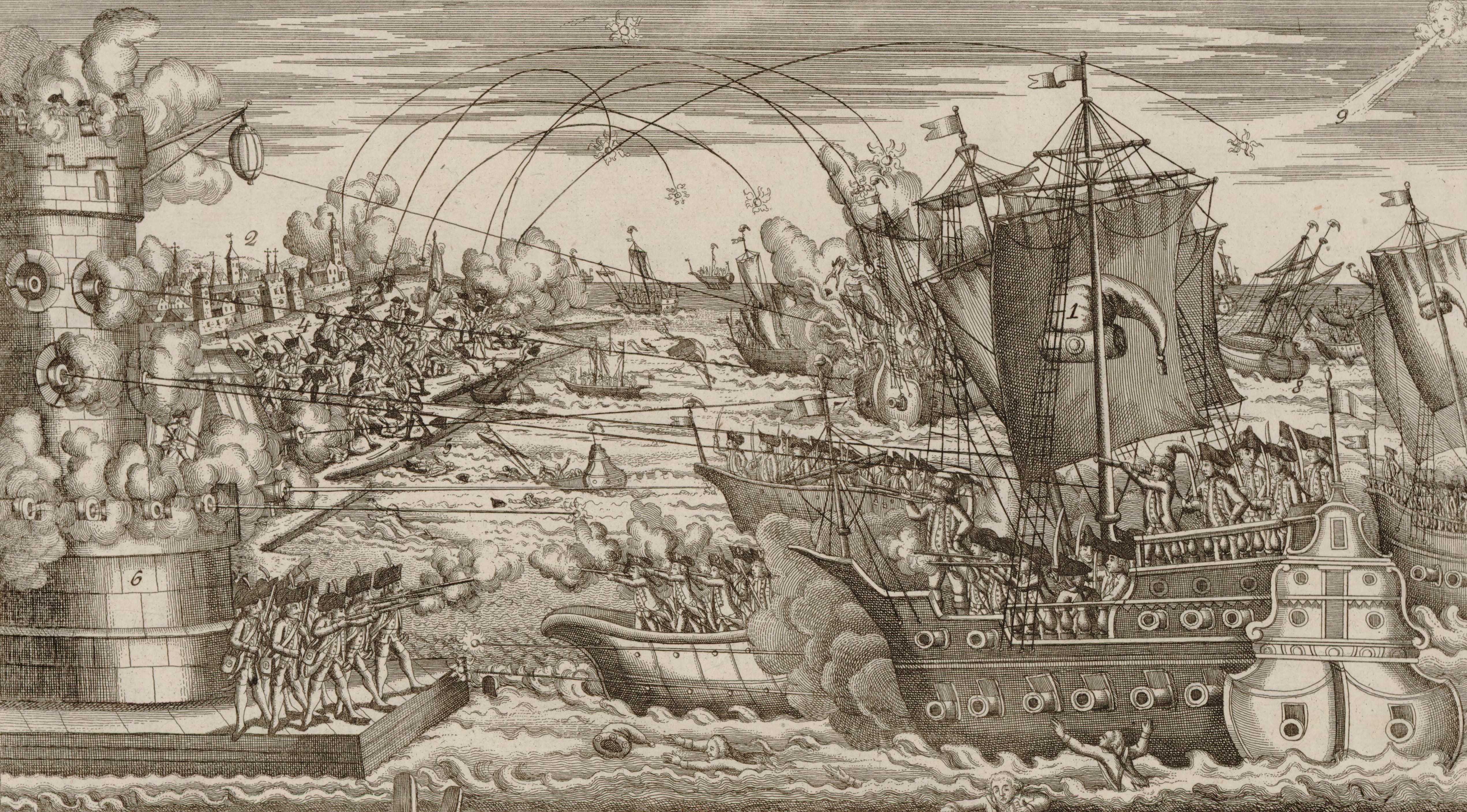
Gravure contemporaine du bombardement français de Cagliari, lors de l’expédition française en Sardaigne.

Le 11 février, un détachement français débarque 1 200 soldats à Quartu Sant’Elena. Les troupes avancent vers l’ouest en direction de Cagliari mais sont repoussées par la cavalerie sarde. Les attaques sur le lazaret de Cagliari et une tour à Calamosca sont également repoussées, mais les Français se regroupent, débarquant des forces supplémentaires jusqu’à ce que 5 000 soldats français campent à l’extérieur de Quartu Sant’Elena. La ville et Calamosca sont à nouveau attaquées le 15 février, avec l’appui de l’artillerie lourde de la flotte française, mais sans succès. La force envoyée contre Quartu Sant’Elena est touchée par des mitrailles tirées depuis des barricades improvisées et bat en retraite en désordre, tandis que l’autre attaque est vaincue par une contre-attaque sarde. Truguet retire ses forces à la tête de pont, laissant 300 morts et 100 prisonniers aux mains des Sardes. Les Sardes victorieux auraient démembré les soldats français morts et transporté leurs parties du corps comme trophées. Les 16 et 17 février, Truguet bombarde à nouveau Cagliari, sans grand effet. Le deuxième jour, une autre tempête balaye la baie et sa flotte est à nouveau dispersée. Plusieurs navires sont perdus, notamment le vaisseau de ligne de 74 canons Léopard, qui est poussé à terre et fait naufrage. Truguet abandonne alors toute l’opération, embarque ses soldats et rentre en France. Il laisse 800 hommes et deux frégates à la garnison de San Pietro et de Sant’Antioco.

#### Siège de La Maddalena
Alors que Truguet navigue impuissant au large de Cagliari, une seconde force française avait été préparée pour des opérations dans le nord de la Sardaigne. Cette force s’est fortement appuyée sur la Corse. Le plan de Pascal Paoli est de lancer l’attaque du Nord comme une diversion à l’opération de Truguet au large de la capitale, avec l’île de La Maddalena, une petite position lourdement fortifiée au large de la côte nord, comme cible dédiée. 450 volontaires corses sont mobilisés, sous le commandement du neveu de Paoli, Colonna Cesari. Son second adjoint est un officier d’artillerie Napoléon Bonaparte. La force est retardée par des tempêtes à Ajaccio et n’atteint La Maddalena que le 22 février, jetant l’ancre dans le canal de Santo Stefano. Bonaparte préconise une attaque nocturne, mais elle est rejetée par Cesari. Le lendemain matin, les troupes franco-corses attaquent et capturent Santo Stefano et utilisent le fort de l’île pour bombarder La Maddalena le 24 février, Cesari annonçant son intention de procéder à un débarquement amphibie le lendemain. Au cours de la nuit, cependant, une mutinerie est signalée à bord d’une corvette accompagnant la force et Cesari s’est immédiatement retiré, abandonnant l’attaque et Santo Stefano. Bonaparte est furieux, notamment parce que Cesari ne l’a pas prévenu et que lui et ses hommes sont presque laissés pour compte sur Santo Stefano et vulnérables à une contre-attaque sarde. Lors de la retraite vers la zone de débarquement, les hommes de Bonaparte sont contraints de piquer et d’abandonner leurs canons lorsque les bateaux envoyés pour les récupérer sont insuffisants. Il accuse plus tard Cesari d’avoir simulé la mutinerie sur ordre de Paoli.
La garnison de Truguet reste sur les îles de San Pietro et Sant’Antioco, à l’ouest de la Sardaigne, jusqu’au 25 mai. Ce mois-là, une flotte espagnole de 23 navires commandée par l’amiral espagnol Juan de Lángara quitte Carthagène et arrive au large des îles. L’Helène est capturée dans le but d’échapper au blocus espagnol, tandis que le Richmond est incendié et sabordé par l’équipage pour empêcher sa capture.

### Raid sur Gênes
Les parties de la flotte française qui n’ont pas été capturées à Toulon sont maintenant privées de port d’attache et se sont réfugiées dans les ports des états italiens neutres, comptant sur leur neutralité pour les protéger des attaques des flottes ennemies plus nombreuses opérant dans la mer de Ligurie. Deux des plus grands de ces navires sont la frégate Modeste de 36 canons et la frégate Impérieuse de 40 canons, qui se sont abritées respectivement à Gênes et à Livourne, dans le Grand-Duché de Toscane. Ils représentent à la fois une menace pour la navigation coalisée et un obstacle au mouvement des renforts à travers les ports italiens, mais malgré les vives protestations de l'ambassadeur à Gênes Francis Drake et de l'ambassadeur en Toscane John Hervey, les sympathisants républicains de Gênes et de Livourne refusent de forcer les navires français à partir. En juillet, Modeste et la corvette française Badine ont délibérément bloqué la frégate HMS Aigle dans le port neutre, forçant le capitaine John Nicholson Inglefield à prendre des mesures d’évitement. En conséquence, Hood décide que les frégates soient éliminées afin que les républicains de Gênes soient contraints de retirer leur soutien.

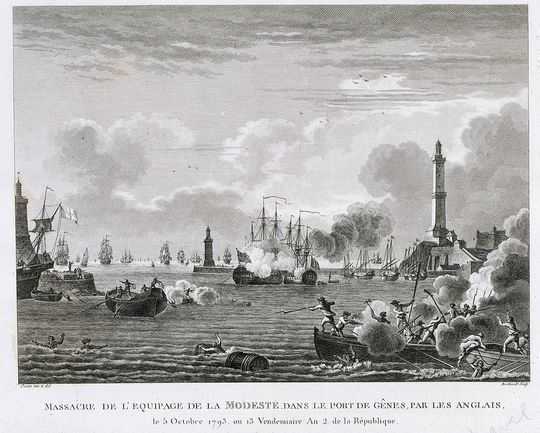
Massacre de l'équipage de la Modeste dans le Port de Genes, par les Anglais le 5 Octobre 1793, ou 13 Vendemiaire An 2 de la Republique, Nicolas Ozanne, National Maritime Museum.

Pour faire face aux frégates françaises, Hood détourne une puissante escadre de sa flotte à Toulon. Cette force est dirigée par le contre-amiral John Gell à bord du vaisseau de ligne de 98 canons HMS St George et comprenait le HMS Bedford de 74 canons sous le commandement du capitaine Robert Mann et le HMS Captain sous le commandement du capitaine Samuel Reeve, ainsi que le navire royaliste français Scipion. Des navires de guerre plus petits accompagnent les plus grands navires de guerre : le HMS Mermaid, HMS Tartar, HMS Alerte, HMS Eclair, HMS Vulcan, HMS Conflagration et le HMS Speedy sous le commandement du commandant Charles Cunningham. Cette force reçoit l’ordre de naviguer vers Gênes et d’éliminer le Modeste, Hood stipulant dans ses ordres que l’opération est un avertissement aux sympathisants républicains génois. L’escadre arrive au large du port le 5 octobre. Une équipe d’abordage grimpe sur la frégate depuis le pont de Bedford, se heurtant à la résistance de l’équipage français. Mann ordonne alors aux Royal Marines de son navire de tirer sur les marins français ce qui brise leur détermination et les Français se rendent, plusieurs d’entre eux se jetant à la mer pour échapper à la capture, avant d’être recueillis par les bateaux du capitaine.
Alarmées par le raid sur Gênes, les autorités de Livourne ordonnent à l'Impérieuse de partir immédiatement. La frégate fait voile vers le nord et s’abrite à Fezzano, près du port de La Spezia. Les Français ont décidé que, puisque la capture est inévitable, la frégate devait être détruite et échouer afin d’enlever les canons et les provisions. Le 11 octobre, Reeve découvre le navire français sous les canons de la batterie côtière de Santa Maria et le lendemain matin, le 12 octobre, utilise les canots de son navire pour remorquer le capitaine aux côtés de l’Impérieuse. À 8h00, des groupes de bateaux du navire de ligne montèrent à bord de la frégate, découvrant que l’équipage français restant a abandonné leur navire désarmé pendant la nuit et l’a sabordé dans des eaux peu profondes. Les Anglais parviennent à s’emparer d’Impérieuse sans opposition de la batterie. Reeve ordonne à ses charpentiers de remettre la frégate en état de naviguer, renflouant le navire et effectuant des réparations temporaires le 13 octobre avant de retourner à Toulon avec sa prise.

### Expédition vers la Corse
Un certain nombre de navires français sont absents de Toulon lorsque le soulèvement royaliste se produit st et restent actifs en mer pendant que les forces de Hood occupent la ville. L’une de ces escadres est sous le commandement du commodore Jean-Baptiste Perrée possédant les frégates de 40 canons Melpomene et Minerve, sous les ordres de Zacharie Allemand, la frégate de 36 canons Fortune, sous les ordres de Désiré Maistral, la frégate de 28 canons Mignonne et le brick de 18 canons Flèche, sous les ordres de Joseph Allemand.

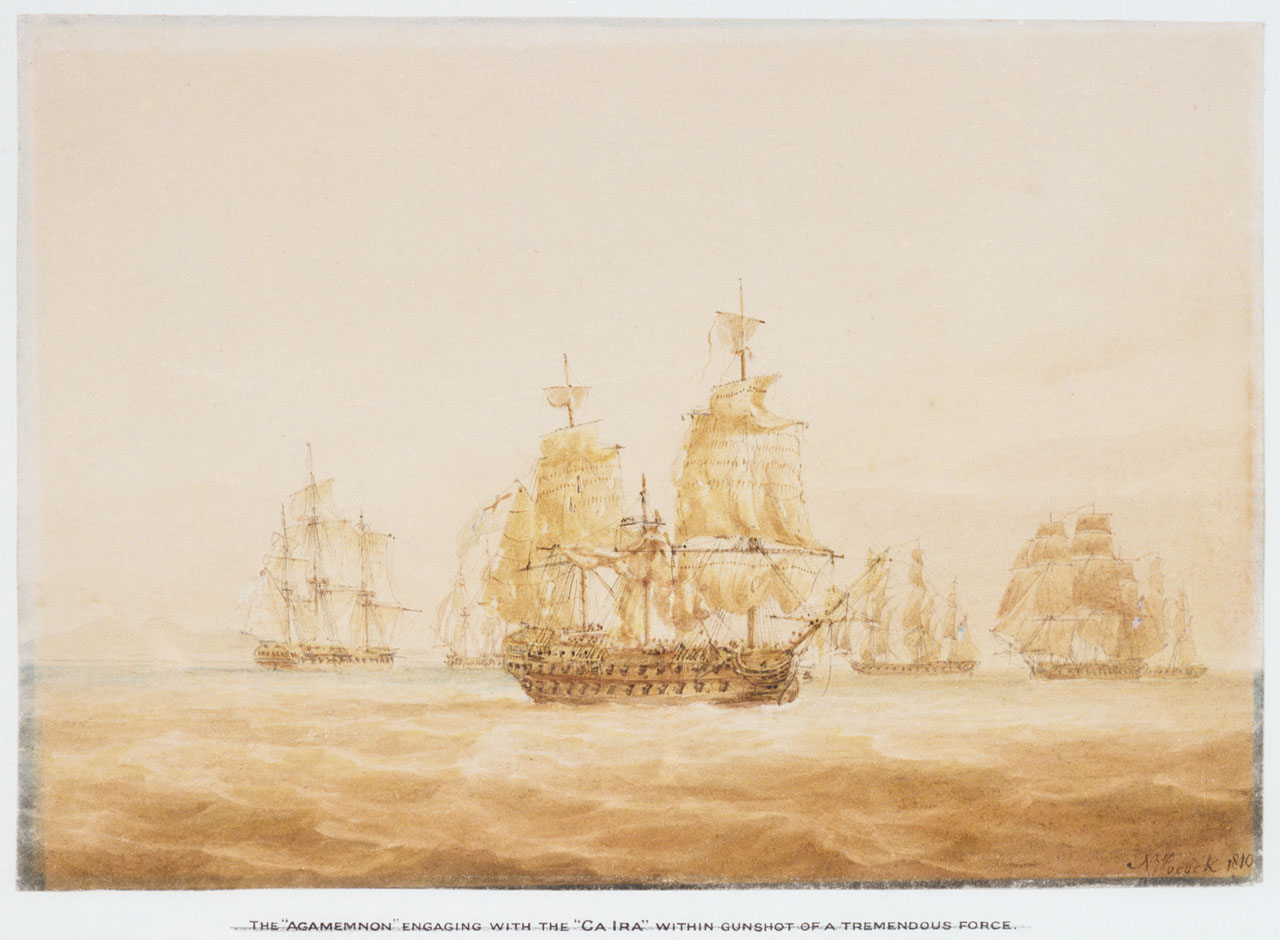
Agamemnon engageant quatre frégates françaises, par Nicholas Pocock, 1810.

Aux premières heures du 22 octobre, alors que l’Agamemnon navigue vers le sud le long de la côte sarde, des voiles sont aperçues à 3 milles nautiques (5,6 km) sous le vent. Les navires tirent des signaux de fusée et virent de bord vers l’est pour s’éloigner du navire britannique. Nelson se rapproche de l’escadre en supposant qu’elle pourrait provenir des marines alliées de Naples ou de Sardaigne. Il ne reçoit aucune réponse. Nelson tire ensuite un seul coup de feu devant le navire, qui s’est éloigné au vent, confirmant qu’il s’agit d’un navire ennemi. L'Agamemnon se lance à sa poursuite. Le navire de tête est Melpomène. Il ouvre le feu avec des canons de chasse à l’arrière sur un poursuivant. La frégate prend suffisamment de distance pour faire demi-tour et tirer une bordée sur le navire de ligne britannique, à laquelle Nelson ne peut répondre qu’avec une partie de ses canons avant. Le Melpomène, gravement endommagé par les tirs anglais, émet des signaux de drapeau aux nouveaux arrivants, et Nelson ne peut empêcher la frégate de rejoindre ses compagnons.
L’Agamemnon subit de graves dommages à son gréement et à ses voiles à cause des tirs français. Nelson rassemble ses officiers et tient un conseil de guerre pour décider si l’action devait être continué ou si Agamemnon devait se retirer. Le conseil décide de faire une pause et de permettre à l’équipage de prendre un repas avant de réengager les Français, mais la conclusion est discutable car Perrée refuse également de réengager l’action. Les réparations sur Melpomène sont suffisantes pour permettre aux Français de se retirer. Les pertes sur Agamemnon sont d’un marin tué et de six blessés, bien inférieures aux pertes rapportées de 24 tués et 50 blessés sur Melpomène. Les Français, entraînés à la tactique défensive, prennent la position sous le vent qui leur permet de s’échapper et de cibler l’attaquant lorsqu’ils se rapprochent. Ils veulent diriger leurs tirs contre les mâts, les voiles et le gréement des attaquants à longue portée, comme avec l’Agamemnon, mettant l’ennemi hors d’état de nuire et l’empêchant de poursuivre son attaque. Les Britanniques préfèrent une portée à bout portant et visent la coque et l’équipage du navire ennemi, cherchant à le pousser à se rendre. Après l’engagement, Nelson rejoint Samuel Hood Linzee le 24 octobre et termine les négociations finalement infructueuses à Tunis, Perrée peut atteindre la Corse, débarquant des renforts pour la garnison et ancrant ses frégates à San Fiorenzo et Calvi. Les forces françaises renforcées sur l’île sont en mesure de mener des offensives limitées autour de Bastia, reprenant la ville de Farinole aux rebelles corses. Les forces irrégulières corses ont tenu la baie de San Fiorenzo et auraient pu s’opposer au débarquement français, mais Linzee avait récemment désarmé la Torra di Mortella, qui est reprise.

### Destruction de la flotte française et évacuation de Toulon
L'amiral Juan de Lángara ordonne à Don Pedro Cotiella d’emmener trois bateaux dans l’arsenal pour détruire la flotte française. Sir Sidney Smith, qui vient d’arriver, se porte volontaire pour l’accompagner avec son navire Swallow et trois bateaux britanniques. Cotiella est chargé de couler les pontons de Toulon ; l’un est une ancienne frégate britannique désarmée capturée pendant la guerre d’indépendance américaine, à Montréal et l’autre est la frégate française Iris. Ses bateaux sont repérés par les batteries républicaines sur les hauteurs et des boulets de canon et des obus débarquent dans l’arsenal, bien qu’aucun n’atteint les hommes de Sidney Smith. À la tombée de la nuit, les troupes républicaines atteignent le rivage et contribuent à la fusillade. Smith réplique avec de la mitraille tirée des canons de ses bateaux. À 20h00, le capitaine Charles Hare amène le brûlot HMS Vulcan dans le nouvel arsenal. Smith arrête le navire en travers de la rangée de navires français ancrés de la ligne et allume les mèches à 22h00. Hare est grièvement blessé par une détonation précoce alors qu’il tente de quitter son navire. Simultanément, des soldats mettent le feu aux entrepôts et aux magasins à terre, y compris la maison du mât et les magasins de chanvre et de bois, créant un brasier à travers le port alors que les canons de Vulcan tirent une dernière salve sur les positions françaises sur le rivage.

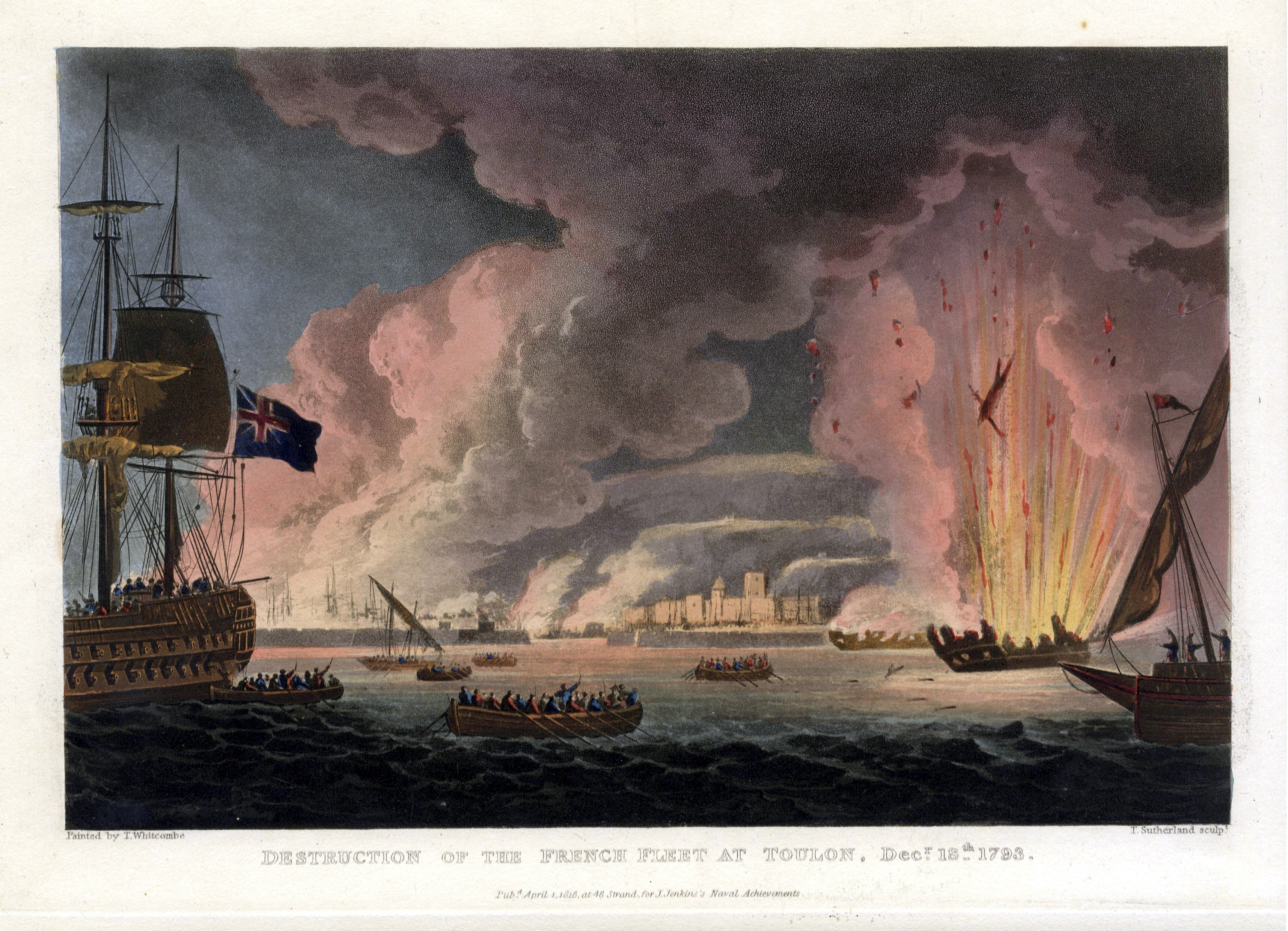
Destruction de la flotte française à Toulon, 18 décembre 1793, Thomas Whitcombe, 1816.

Alors que les incendies se propagent dans les chantiers navals et à New Arsenal, Smith commence à se retirer. Ses forces sont illuminées par les flammes, constituant une cible attrayante pour les batteries républicaines. Cependant, alors que ses bateaux passent l’Iris, le poudrier a soudainement explosé, projetant des débris dans un large cercle et coulant deux des bateaux britanniques. Sur Britannia, tout l’équipage survit, mais l’explosion tue le capitaine et trois hommes à bord de l’Union. Smith ramène immédiatement Swallow vers l’arsenal mais constate que les soldats républicains l’ont capturé intact. Les batteries d’artillerie défendant l’Arsenal, dont on disait qu’elles avaient été sabotées par les troupes royalistes françaises, ont été prises intactes et avaient ouvert le feu sur les bateaux. Au lieu de cela, il se tourne vers deux navires de ligne désarmés, le Héros et le Thémistocle, qui gisent sur les routes intérieures comme des pontons. Les prisonniers républicains français à bord ont d’abord résisté aux efforts britanniques pour brûler les navires, mais avec les preuves de la destruction de l’arsenal devant eux, ils consentent à être transportés sains et saufs à terre pendant que les hommes de Smith mettent le feu aux coques vides. La frégate Courageuse est également incendiée, mais le feu ne se propage pas et le navire survit. Une fois les groupes de bateaux britanniques et espagnols partis, les galériens ont ouvert les portes du chantier naval, permettant aux dockers et aux troupes républicaines d’entrer dans l’Arsenal. Formant des équipes de pompiers improvisées, ces hommes éteignent l’incendie, sauvant un certain nombre de navires en feu, éloignant les navires non brûlés du brasier et éteignant les incendies dans le magasin de grains, la corderie et le magasin d’armes, entre autres installations à terre.

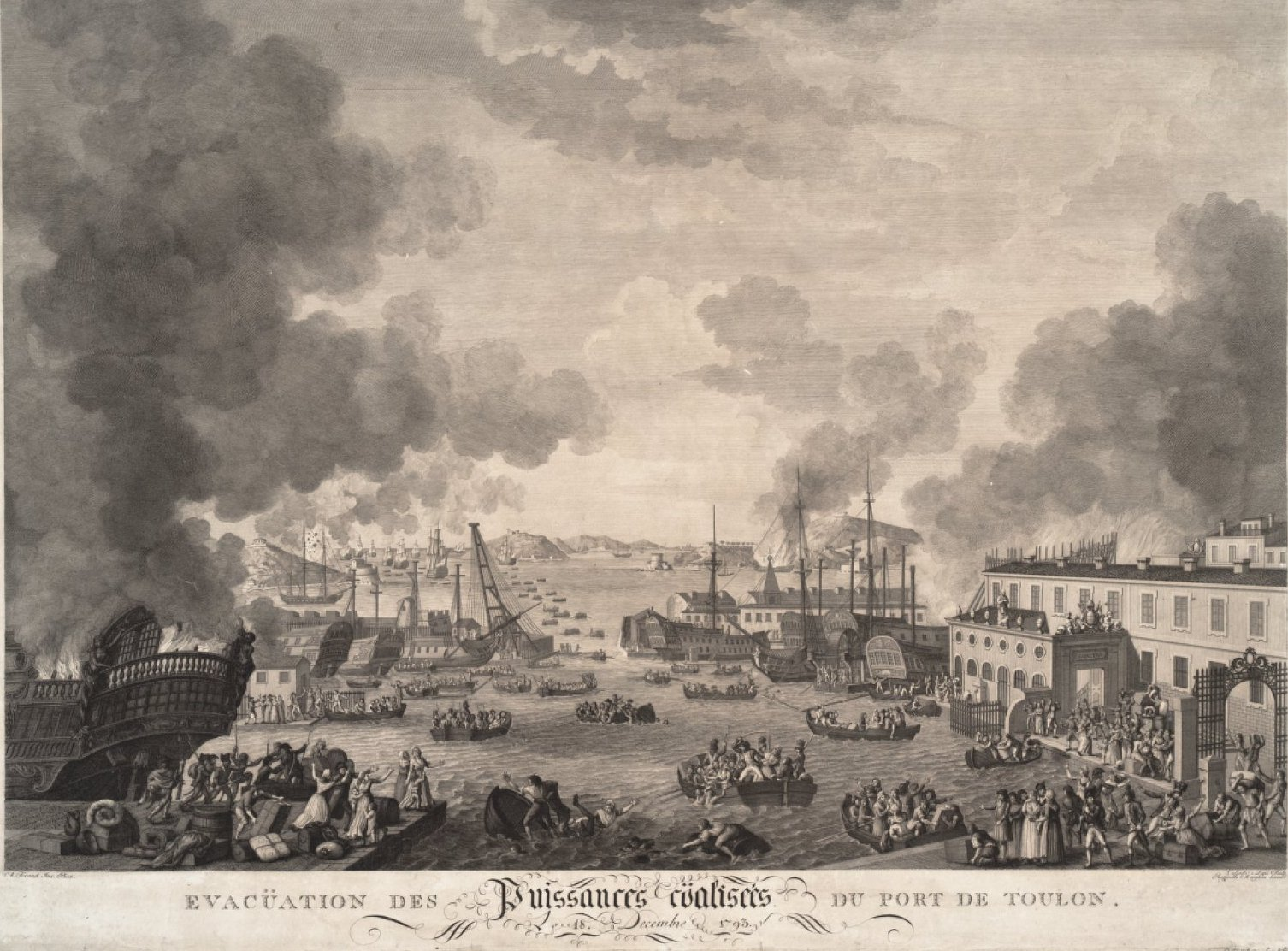
Évacuation des Puissances Coalisées du port de Toulon.

Alors que toutes les cibles disponibles sont en feu ou aux mains des Français, Smith se retire une fois de plus, accompagné de dizaines de petites embarcations remplies de réfugiés toulonnais et de soldats napolitains séparés pendant la retraite. Alors qu’il passe devant le Montréal, celui-ci explose. Bien que ses forces se trouvent bien à l’intérieur du rayon de l’explosion, à cette occasion, aucun des hommes de Smith n'est touché par la chute de débris et ses bateaux peuvent se retirer devant la flotte britannique qui les attend sans autre incident. Alors que les bateaux de Smith s’occupent de leur travail, Hood a ordonné au HMS Robust sous le commandement d’Elphinstone et au HMS Leviathan, sous le commandement du capitaine Benjamin Hallowell, d’évacuer les troupes alliées du front de mer. Les troupes alliées embarquent en bon ordre, protégées par l’arrière-garde de soldats sardes sous le commandement du major George Koehler et le feu de la frégate HMS Romulus. Ils sont rejoints par le HMS Courageux commandé par le capitaine William Waldegrave. L’escadre britannique et ses bateaux embarquent des milliers de réfugiés royalistes français, qui ont afflué sur la côte lorsque la ville était sur le point de tomber aux mains des républicains. Jusqu’à 20 000 personnes se pressent à la recherche d’un navire dont Trogoff et d’autres hauts dirigeants français de la garnison.

## 1794

### Invasion de la Corse
Ayant perdu Toulon, les Britanniques sont contraints de chercher une autre base dans la Méditerranée, Pascal Paoli envoie des messages proposant de fournir la Corse à Hood en tant que colonie autonome de l’Empire britannique, sur le modèle adopté par le Royaume d’Irlande. Au début de janvier 1794, Hood envoie Edward Cooke et Thomas Nepean comme ambassadeurs à Paoli pour évaluer sa fiabilité, les officiers revenant avec des évaluations trop optimistes des défenses des villes tenues par les Français et de leur nombre total. Paoli promet de ne pas avoir plus de 2 000 soldats français, alors qu’en fait, il y en avait plus de 4 500 répartis entre les trois garnisons. Convaincu par l’offre de Paoli, Hood envoie Gilbert Elliot négocier les conditions, ainsi que le lieutenant-colonel John Moore et le major George Koehler pour offrir un soutien militaire. Au début de février, Hood quitte son mouillage temporaire dans les îles d’Hyères et ordonne l’invasion de la Corse. L’officier de l’armée britannique chargé de diriger l’opération est le major-général David Dundas. Sur les conseils de Paoli, la première attaque est lancée contre San Fiorenzo. Le 7 février, les troupes britanniques débarquent sans opposition sur la côte à l’ouest de la Torra di Mortella. Le 8 février, le Torra di Mortella est attaqué en première partie par la mer par une petite escadre navale, au cours de laquelle le HMS Fortitude est touché par plusieurs coups de feu. Le plan d’attaquer par la mer est abandonné et des batteries sont érigées à terre par des groupes de marins britanniques sous le commandement de Moore. Le 10 février, la garnison se rend après l'attaque des batteries côtières. Moore fait ensuite marcher ses forces par voie terrestre avec leurs canons pour attaquer la redoute de la Convention prise d’assaut avec succès le 17 février. Alors que la ville et les navires dans le port sont menacés de bombardement, les Français se retirent le lendemain, laissant deux frégates sabordées dans la baie.
Les Français se sont retirés à Bastia, échappant aux forces corses stationnées pour bloquer leur retrait. L’attaque prévue contre la ville est retardée par une querelle prolongée entre Hood et Dundas au sujet de la poursuite du blocus, qui entraîne la démission de Dundas et son remplacement par le colonel Abraham d’Aubant en mars. L’attaque n’a donc lieu que le 4 avril, lorsqu’une force de 1 450 soldats britanniques sous le commandement du colonel William Villettes et du capitaine Nelson débarque au nord de la ville. Hood stationne le gros de la flotte britannique de la Méditerranée juste à côté du port maintenant le blocus par l’intermédiaire d’une escadre côtière commandée par Benjamin Caldwell. Le 11 avril, une attaque navale sur la ville est repoussée par les batteries de la ville et la petite frégate HMS Proselyte est coulée. Pendant 14 jours, la ville est bombardée par des batteries que Moore érige sur des hauteurs surplombant les défenses. Le 25 avril, il ordonne à d’Aubant de lancer un assaut, mais le commandant de l’armée refuse, et Hood décide alors de patienter jusqu'à affamer les défenseurs. Le 12 mai, le commandant français Lacombe-Saint-Michel s’échappe de la ville pour rentrer en France et, dix jours plus tard, les réserves de vivres étant épuisées et comptant près d’un quart de la garnison malade ou blessée, son adjoint Antoine Gentili se rend à Hood,. Les conditions de la reddition permettent aux forces françaises de rentrer en France en toute sécurité.

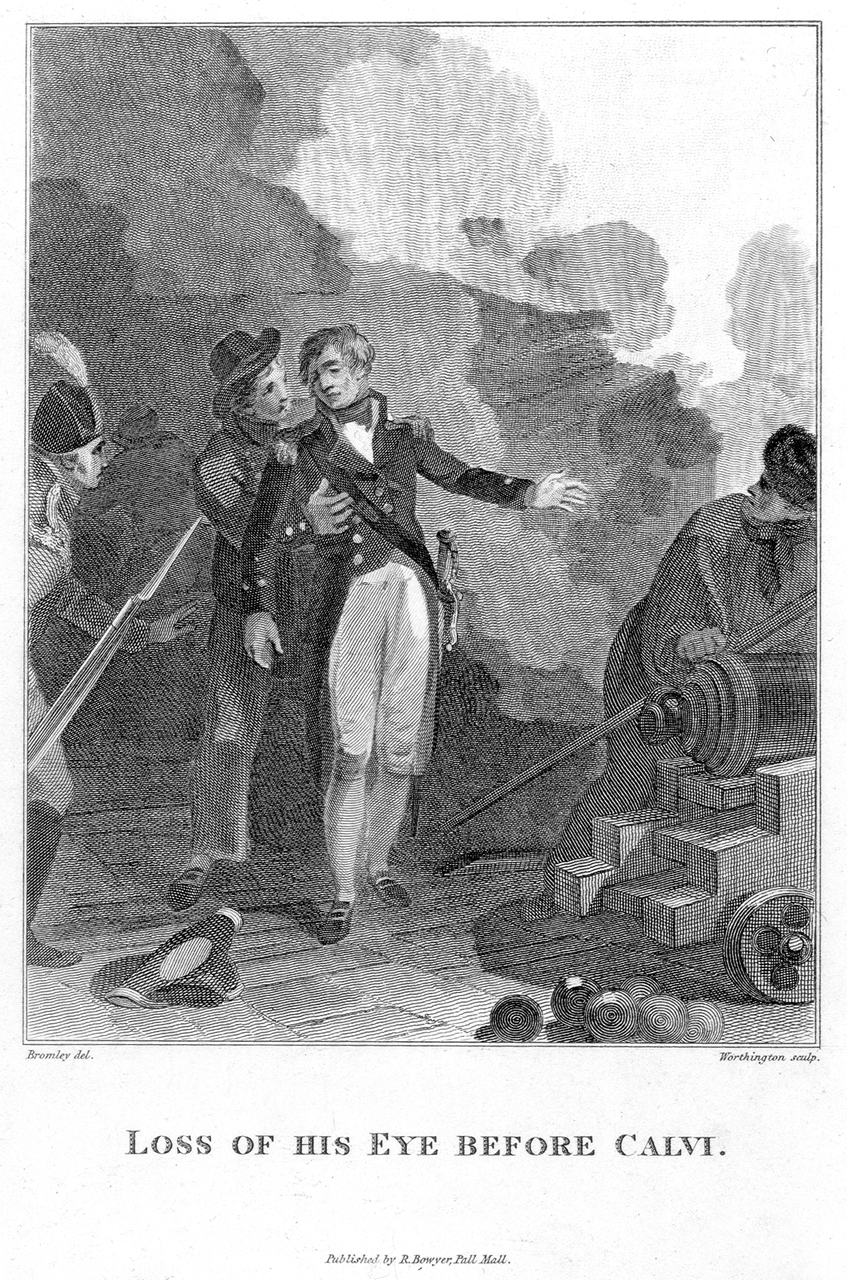
Perte de son œil avant Calvi, par Robert Bowyer, William Bromley et William Henry Worthington, 1808.

À la suite de la reddition de Bastia, Paoli s’entend avec Hood pour le contrôle britannique de la Corse et le 1er juin, des élections nationales ont lieu, le parlement de l’île siégeant le 16 juin pour la première fois et annonçant une nouvelle constitution. L’adjoint de Paoli, Charles André Pozzo di Borgo, est nommé président et Elliott devient vice-roi par intérim. La dernière opération de la campagne vise Calvi, un port fortifié sur la côte nord-ouest de la Corse commandé par le commandant français en Corse, Raphaël de Casabianca. Dans la baie de Calvi, deux frégates françaises sont positionnées pour tirer sur toute force d’attaque. Les forces britanniques débarquent le 17 juin à l’extérieur de la ville sous le commandement de Charles Stuart et de Nelson et tirent des canons à travers les montagnes pour ériger des batteries surplombant les forts. Hood est absent pendant la majeure partie du siège, car la flotte française a quitté Toulon en juin pour une courte campagne, et Hood est engagé dans le blocus de cette force dans la baie de Gourjean. Le 6 juillet, le fort Mollinochesco est gravement endommagé et la garnison se retire à Calvi. L’attention des Britanniques se tourne alors vers le fort bastionné Mozello, qui est bombardé pendant douze jours. Une grande brèche est creusée dans les murs de Mozello mais les tirs de contre-batterie firent d’importantes pertes parmi les équipages d’artillerie britanniques, y compris Nelson, qui est aveuglé d’un œil. À la fin du mois de juillet, il y a une série de négociations et une trêve, mais l’arrivée des approvisionnements à Calvi à la fin du mois provoque une brève reprise des hostilités. Finalement, alors que les vivres et les munitions s’épuisent, Casabianca se rend officiellement, recevant les mêmes conditions que celles accordées à Bastia.

### Prise de l'Alceste
À Toulon, le commandement de la flotte française est confié au contre-amiral Pierre Martin, qui rassemblait un convoi de 15 navires pour approvisionner la Corse et lever le siège de Bastia. Une escadre de ses navires moins endommagés, composée de sept navires de ligne et de plusieurs frégates, devait escorter le convoi. Après la chute de Bastia aux mains des Britanniques le 19 mai, les plans initiaux pour le convoi de secours français ont été abandonnés, mais Martin a décidé de défier l’hégémonie britannique dans la mer Ligure et a navigué avec son escadre pour une croisière dans la région le 6 juin. L’escadre française de l'amiral Pierre Martin aperçoit une escadre britannique de 10 navires au sud et forme une ligne de bataille, mais les Britanniques refusent l’engagement, naviguent à une distance de 9 milles nautiques (17 km), font demi-tour et disparaissent le lendemain. La nouvelle de l’activité de Martin parvient bientôt à Hood, alors avec 13 navires de ligne au large de Bastia et il ordonne à Alceste, opérant dans le cadre de sa flotte sous les ordres du capitaine Ross, de naviguer de Bastia vers les côtes françaises pour avertir les navires britanniques opérant au large de Toulon.
Le 8 juin, alors que l’escadre française passe vers l’est le long de la côte, près de Fréjus, des vigies aperçoivent une voile non identifiée entre l’escadre et le rivage. Ce navire est l’Alceste. L’escadre de Martin s’approche alors du navire en arborant de faux pavillons britanniques, ce qui trompe Ross. Alceste s’approche de l’escadron avec confiance et son équipage ne se rend compte de son erreur que lorsqu’il est trop tard pour s’échapper. Martin envoie la frégate de 32 canons Boudeuse à sa poursuite et la frégate réussit à remettre en état Alceste à environ 6 milles nautiques (11 km) au vent de l’escadre française. Boudeuse et Alceste se battent pendant deux heures, le plus petit navire français subissant de graves dommages à son gréement et à son grand mât sous les tirs d’Alceste. Ross ne parvient cependant pas à échapper à son adversaire, ce qui permet au vaisseau de ligne de 80 canons Tonnant de se mettre à portée. Martin est pourchassé par Hood et la principale flotte britannique de la Méditerranée. Le 10 juin, Hood découvre l’escadre française et se lance à sa poursuite. Martin bat en retraite devant la flotte britannique, devançant Hood d’environ 12 milles nautiques (22 km). Le 11 juin, Martin atteint le mouillage abrité de la baie de Gourjean, ses navires les plus à l’arrière échangeant des tirs avec le HMS Dido commandé par le capitaine George Henry Towry alors qu’ils entrent dans la baie. L'escadre française est remorquée puis jette l'ancre. Hood ordonne de préparer des brûlots, mais ces armes furent repoussées à l’approche de la baie par les forts et les batteries françaises.

### Bataille de Mykonos
Une flotte britannique est envoyée en juin 1794 de Naples à la mer Égée avec un convoi de 7 navires marchands néerlandais et un navire marchand britannique à destination de Izmir composé du navire de quatrième rang de 50 canons HMS Romney sous le commandement du capitaine William Paget et de trois frégates HMS Inconstant, HMS Leda et HMS Tartar. Le 16 juin, au large de Kimolos, le convoi britannique apprend la présence d'une frégate française près des îles cycladiques de Tinos et Mykonos. L'Inconstant est détaché de la flotte à la recherche du navire ennemi, sans succès. Le lendemain, alors que le convoi britannique traverse le détroit entre les îles, un grand navire de guerre est aperçu à l’ancre dans le port de Mykonos. Donnant l’ordre au convoi de continuer sous l’escorte des trois frégates, Paget se tourne vers le sud pour enquêter sur Romney. Il découvre que le navire était la Sibylle, ancrée à côté de trois navires marchands français et arborant le fanion de Jacques Rondeau. L’approche de Paget rend impossible toute évasion et Rondeau reste à l’ancre lorsque le plus gros navire britannique entre dans le port et s’arrête juste avant le navire français. Paget envoie alors un officier subalterne à Sibylle dans un bateau de navire avec une demande que Rondeau rende son navire et de son convoi pour éviter les pertes de vies humaines qu’un engagement avec Romney entraînerait. Rondeau répond qu’il est bien conscient de la taille de son adversaire et qu’il n’était pas intimidé. Rondeau aurait appris par la suite avant l’engagement que Romney opérait avec un équipage réduit, ne transportant que 266 hommes sur les 341 qui auraient dû être à bord, ce qui se compare défavorablement aux 380 hommes à bord du navire français.
L’officier subalterne revient avec la réponse de Rondeau, le commodore français utilisant le délai pour manœuvrer Sibylle de sorte que le navire se trouve directement entre la ligne de feu de Romney et la ville de Mykonos. Il pense que Paget ne serait pas disposé à attaquer s’il y avait un risque de causer des dommages et des pertes à la ville, qui est sous le contrôle, comme avec le reste des Cyclades, de l’Empire ottoman. Cela force Paget à modifier la position de son propre navire, faisant tourner Romney de sorte que la bordée du navire fait face à la ville, mais peut toujours être utilisée contre Sibylle. Ce faisant, il déplace un canon du côté non engagé de Romney pour remplir un sabord, la manœuvre n’étant pas interrompue par Rondeau,. Satisfait de ses préparatifs, Paget ordonne à ses artilleurs d’ouvrir le feu sur la Sibylle et le navire français riposte immédiatement. Les frégates sont ancrées immobiles dans la baie avant Mykonos et l’engagement est livré de bord à bord, sans possibilité de manœuvrer ou d’éviter les tirs ennemis. Sibylle subit de graves dommages sous le feu de Romney. Alors que le nombre de pertes augmente rapidement et que certains de ses hommes s’échappent de leurs postes et nagent jusqu’au rivage, Rondeau reconnait que la défaite est inévitable et rend son navire pour éviter plus de morts.
Après la reddition de Rondeau, Paget s’empare de Sibylle et des trois navires marchands du port. Le lendemain matin, l'Inconstant arrive en soutien et tous les navires rejoignent le convoi et continuent jusqu’à Izmir, où il arrive le 22 juin. Sibylle est ensuite achetée au service britannique sous le nom de HMS Sybille et considérée, selon les mots de l’historien James Henderson, « l’une des plus belles frégates de la marine ».

## 1795

### Prise du HMSBerwick
La flotte française de la Méditerranée avait été rétablie. Martin est réticent à quitter Toulon tant qu’il n’est pas certain que le blocus des Britanniques contre le port avait été temporairement retiré. Hood avait été remplacé à la fin de 1794 par son vice-amiral adjoint William Hotham, qui base ses navires dans la baie de San Fiorenzo, sur la côte nord de la Corse, pendant l’hiver. Ils tentent des carénages partiels et un navire, le HMS Berwick, avait été gravement endommagé en raison d’une mauvaise manœuvre lors d’un coup de vent. À la fin de février, Hotham appareille pour des réparations plus importantes à Livourne dans le grand-duché de Toscane, laissant Berwick derrière lui. Martin apprend le départ de Hotham au début de mars et quitte Toulon le 3 mars. Martin reprend la mer avec la flotte française. Sa force comprend 15 vaisseaux de ligne, dont un de 120 canons, deux de 80 canons et le reste de 74 canons, soutenus par 7 frégates et 5 navires de guerre plus petits. Une telle opération est mentionnée dans la correspondance du représentant en mission de la Convention nationale, Étienne-François Letourneur, envoyé pour assurer la tutelle politique de la flotte.
Le Berwick ne peut partir que le 7 mars, mettant le cap au nord de la baie de San Fiorenzo. La flotte française est retardée par les mêmes vents qui avaient retenu le capitaine britannique Adam Littlejohn. Elle arrive au large de la Corse du Nord le matin du 8 mars. Martin envoie des frégates pour surveiller et une d’entre elles qui aperçoit le Berwick se déplaçant vers le nord le long de la côte. Les vigies de Littlejohn aperçoivent la flotte française, notant qu’elle arbore les couleurs de la marine espagnole, alliée des Britanniques. Littlejohn n'est cependant pas trompé par le subterfuge et lorsque les signaux de son drapeau restent sans réponse, il fait demi-tour dans un effort pour s’échapper. Les dommages au gréement du Berwick étaient trop importants pour permettre une certaine vitesse et en quatre heures, les navires français de tête étaient à portée. Martin a détaché les vaisseaux de ligne Duquesne et Censeur pour les poursuivre, appuyés par les frégates Alceste et Minerve. La frégate Vestale se joint également à la chasse. L'Alceste, sous le commandement du lieutenant Louis-Jean-Nicolas Lejoille, est le premier à ouvrir le feu à bout portant alors que le Minerve, le Vestale puis les navires de ligne s’approchent rapidement. 
Pendant une heure, Littlejohn essaie de garder une longueur d’avance sur ses poursuivants dans l’espoir de rencontrer Hotham naviguant vers l’ouest depuis Livourne alors que les tirs de riposte de Berwick causent des dommages importants à l'Alceste. Lejoille est grièvement blessé au bras et à la jambe et Alceste est mis hors d’état de nuire, le mât de misaine étant abattu par des tirs anglais. Juste au moment où la frégate commence à reculer, un tir de barre d’Alceste effleure le pont du Berwick et frappe Littlejohn à la tête, le décapitant instantanément. Les officiers survivants, voyant leur capitaine tomber et le reste de l’escadre de poursuite française se refermer sur leur vaisseau estropié, tiennent un bref conseil où la décision est prise de se rendre plutôt que d’être détruit. Lorsque Vestale arrive et ouvre le feu, le lieutenant Nesbit Palmer, l’officier supérieur survivant, frappe les couleurs. Peu de temps après et ignorant la capitulation britannique, Duquesne s’approche et ouvre le feu, sans toutefois causer de dommages sérieux.

### Bataille de Gênes

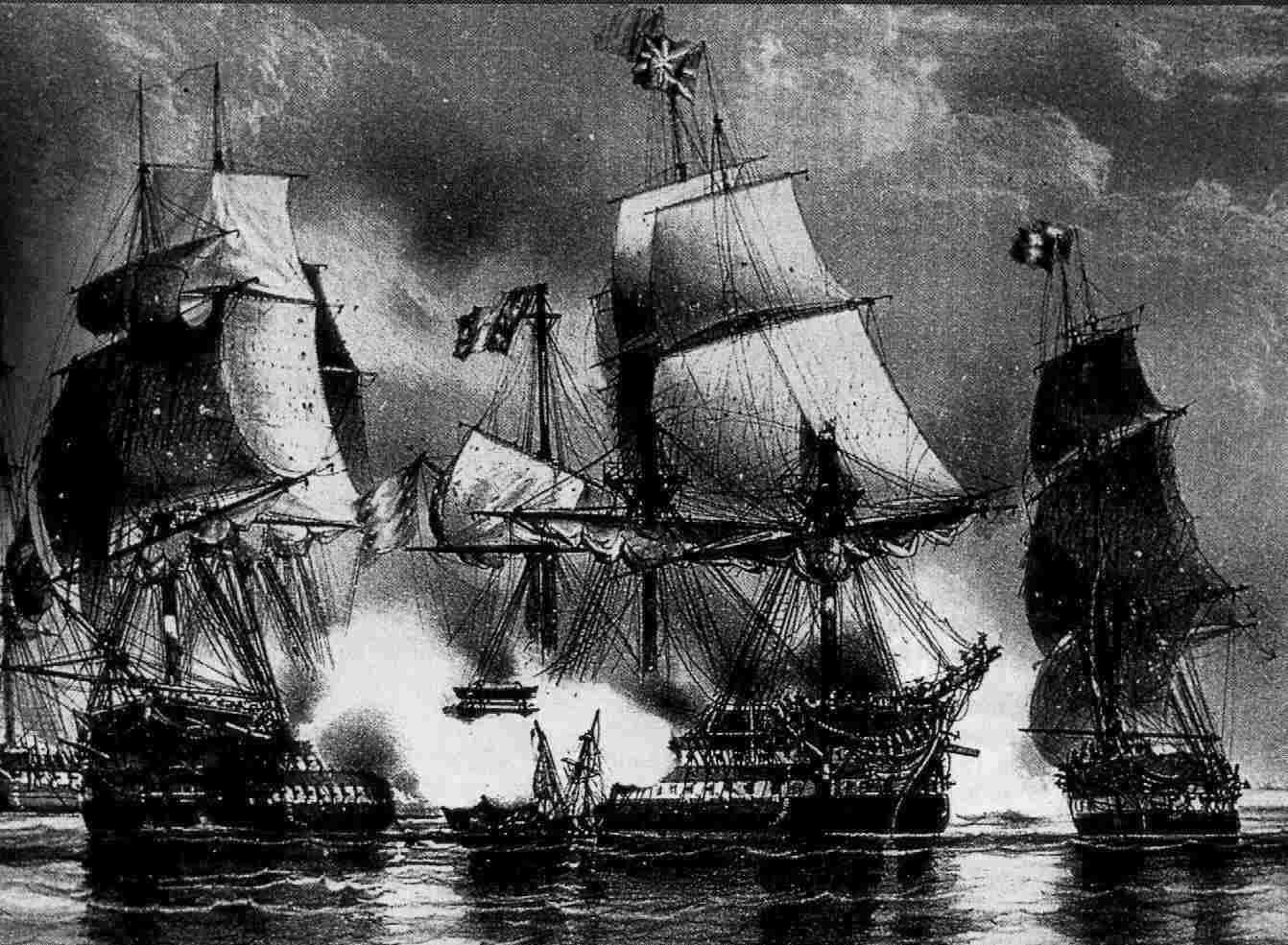
Combat du Ça Ira contre le HMS Bedford et le HMS Captain.

Martin arrive vers la côte de Noli le 10 mars se dirigeant vers Toulon. Le 11 mars, les navires du gros de la flotte britannique aperçoivent les Français. Dans la matinée du 13 mars, il est devenu clair pour Hotham que Martin n’a pas l’intention d’engager le combat avec la flotte britannique et l’amiral britannique décide d’autoriser une poursuite générale, permettant à ses capitaines de rompre la ligne et de poursuivre les Français du mieux qu’ils peuvent. Le navire de tête de la poursuite est une frégate, le HMS Inconstant de 36 canons sous le commandement du capitaine Thomas Fremantle, qui atteignit le Ça Ira endommagé dans l’heure qui suivit la collision et ouvre le feu à bout portant sur la hanche de bâbord. La frégate française Vestale attaque Inconstant à distance, dépasse le navire britannique et attache une ligne de remorquage au navire de la ligne. Fremantle fait demi-tour et tire à nouveau sur Ça Ira, mais à cette occasion, il est exposé à la bordée principale du navire français et est soumis à des tirs de canon qui font trois morts et 14 blessés, ainsi que des dommages importants. Incapable de continuer l’action, Fremantle se retire pour des réparations. Le HMS Agamemnon de 64 canons, commandé par le capitaine Horatio Nelson, arrive en renfort et tire sur le navire français. L’Agamemnon, soutenu par le HMS Captain sous le commandement du capitaine Samuel Reeve, maintient le contact avec Ça Ira, tirant sur le navire français à longue portée pendant trois heures et demie. Nelson avait réussi à positionner son navire à l’arrière de Ça Ira déclenchant un tir de traverse dévastateur. Les efforts d’intervention du Sans Culotte et du Barra sont repoussés et Ça Ira est gravement endommagé par l’incendie d’Agamemnon. Finalement, une partie du centre français se replie en soutien et Hotham ordonne à Nelson de se replier plutôt que de risquer d’être submergé. Le HMS Bedford et le HMS Egmont se rapprochent engageant le combat avec trois navires français, dont le Timoléon et le vaisseau amiral de Martin, le Sans Culotte de 120 canons. Les deux flottes ont continué vers l’ouest, les Français se retirant avec la ligne britannique à leur poursuite.
Au cours de la nuit, Martin et Letourneur sont transférés de Sans Culotte à la frégate Friponne, ce qui leur permet de se déplacer plus facilement dans la flotte et de diriger les opérations plus efficacement et fait partie des ordres permanents français lors d’une bataille navale. Martin cherche à défendre ses navires assiégés à l’arrière et donna l’ordre à sa ligne de se porter successivement afin de couper entre la flotte britannique et le Ça Ira et le Censeur, gravement endommagés, qui étaient maintenant menacés par les HMS Illustrious et HMS Courageux, récemment arrivés. Le virage des Français prennent le HMS Lowestoft par surprise, la frégate passant soudainement sous les canons du navire français de tête Duquesne sous le commandement du capitaine Allemand. Ce dernier endommage le Lowestoft mais est sauvé par l’arrivée de la frégate napolitaine Minerva. Allemand engage l’Illustrious puis le Courageux, Duquesne rejoint l’attaque de la Victoire et du Tonnant, et les navires anglais soutenus plus loin par l’Agamemnon et la Princesse Royale. Le Courageux est le prochain à souffrir, perdant deux mâts et la coque brisée par les tirs français. L'escadre d'Allemand et le reste de la flotte française s'en vont abandonnant le Ça Ira et le Censeur à leur sort, qui se rendent.
À la suite de la bataille, la flotte britannique est frappée par une tempête au large de La Spezia et le vaisseau de ligne de 74 canons HMS Illustrious fait naufrage, Hotham rassemblant ses navires survivants d’abord à San Fiorenzo puis à Livourne, avant de naviguer vers Minorque au début du mois de juin pour rencontrer une importante escadre de renforts de la flotte de la Manche sous le commandement du contre-amiral Robert Mann. Martin reconstitue ses forces dispersées à l’abri des îles d’Hyères. En avril, il est rejoint par une importante escadre de renforts de la flotte française de l’Atlantique, mais toute opération immédiate est retardée par une grève des marins de sa flotte en mai. Une fois cette question résolue, le Martin reprend la mer le 7 juin.

### Prise de laMinerve
L’emplacement de l’ennemi est une priorité urgente pour Hotham et Martin et chacun d’eux envoie une petite escadre de deux frégates à la recherche de la flotte rivale. Hotham envoie le petit HMS Dido sous le commandement du capitaine George Henry Towry et le HMS Lowestoffe sous le commandement du capitaine Robert Gambier Middleton avec des instructions pour explorer Toulon et les îles Hyères. Martin expédie la plus grande frégate de 40 canons Minerve sous le commandement du capitaine Jean-Baptiste Perrée et la frégate Artémise de 36 canons sous le commandement du capitaine Charbonnier avec l’ordre de fouiller les mers autour de Minorque à la recherche de la flotte de Hotham.
Le 24 juin, entre Minorque et Toulon, les escadres de frégates s'aperçoivent. Towry a réussi à se placer devant la proue de Perrée et tire à bout portant.Le capitaine français déploie toutes les voiles tente d’éperonner Dido au milieu du navire. Towry riposte en lançant la roue à bâbord et en se détournant du coup. Couvert par le feu des canons de 18 livres à l’avant et la mousqueterie lourde, l’équipage français tente de se frayer un chemin le long du beaupré et sur le pont du Dido, l’abordage étant empêché par des marins armés de piques. L’attaque est dangereuse, l’action des vagues faisant claquer à plusieurs reprises le Dido suspendu contre la coque de Minerve et le beaupré finit par se rompre sous la tension, plongeant mortellement au moins huit marins français qui tentaient d’embarquer le Dido dans l’espace entre les navires. Lowestoffe, qui avait été jusque-là empêché de se joindre au combat par la position du Dido, arrive alors de la proue de Minerve et ouvre le feu à bout portant. En moins de huit minutes, le mât de misaine et le grand mât d’artimon s'écrase sur le pont, rendant la Minerve incapable de manœuvrer. Au fur et à mesure que le combat avançait, Artémise était passé à une certaine distance, ouvrant un feu inefficace. Voyant que la Minerve est gravement endommagée, le capitaine Charbonnier fait demi-tour et se retire vers le nord. Towry ordonne à Middleton de le poursuivre, Lowestoffe interrompant l’action avec Minerve et poursuivant Artémise, qui ouvre le feu avec ses chasseurs de poupe, endommageant le mât d’artimon de Lowestoffe. La poursuite est abandonnée et Middleton retourne à la Minerve battue. Perrée n’a pas arboré ses couleurs. Middleton parvient cependant à rapprocher Lowestoffe de la poupe de Perrée et à reprendre son tir de traverse. Artémise était encore loin en vue, mais ne tenta pas d’intervenir dans la phase finale de la bataille. Alors que son mât d’artimon est brisé par-dessus bord et que le Dido s’approche lentement, le capitaine français reconnaît l’inévitable et salue Middleton qu’il s’est rendu.

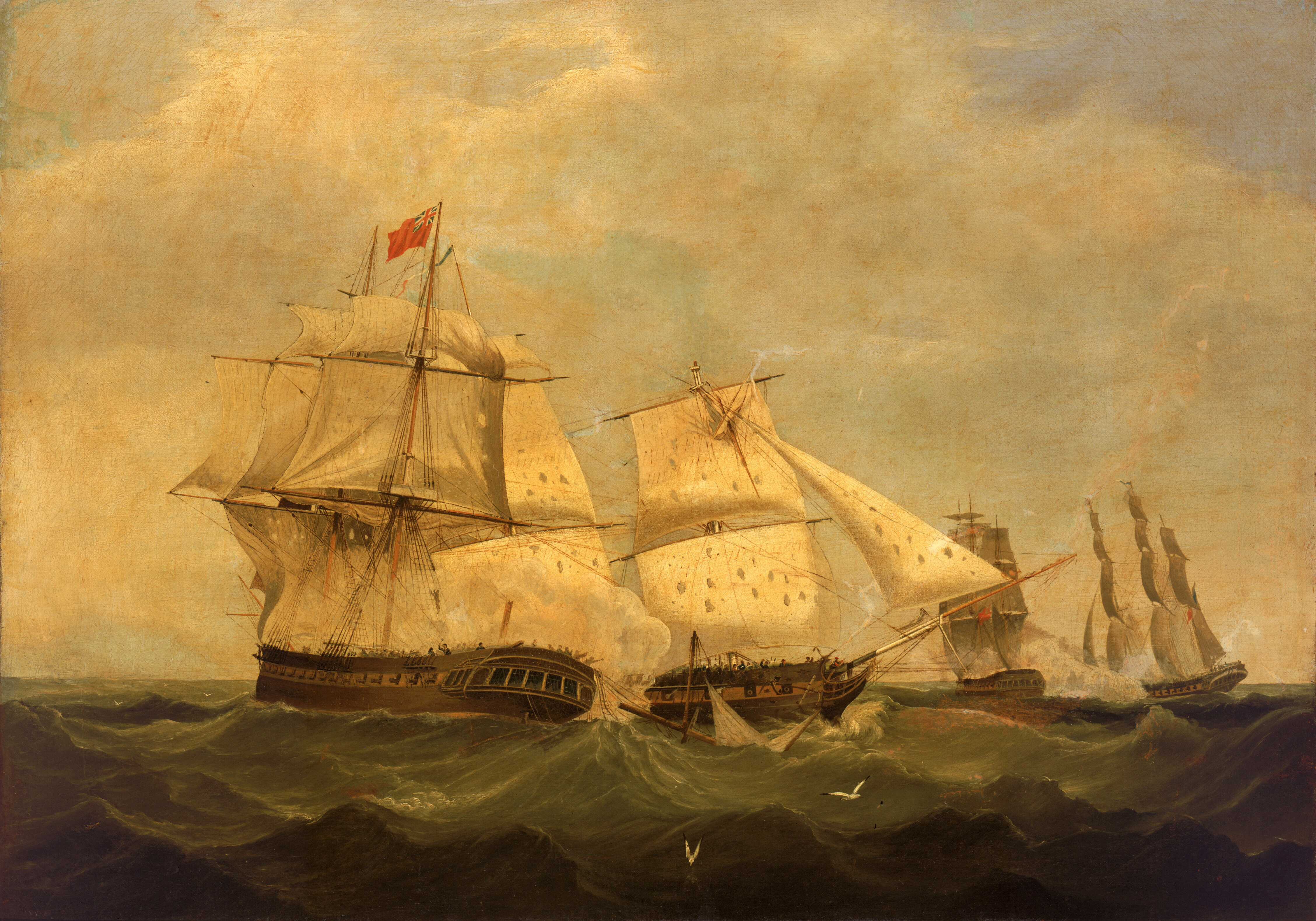
Les HMS Dido et Lowestoft en action avec Minerve et Artemise, 24 juin 1795, National Maritime Museum.
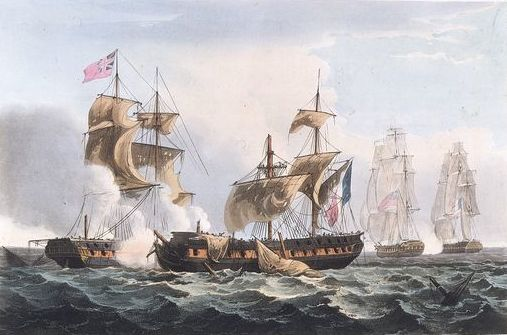
Prise de la Minerve, 26 juin 1795, par Thomas Sutherland et Thomas Whitcombe, 1816.

### Bataille des îles d'Hyères
Le 7 juillet, au large du cap del Melle, les forces de Nelson découvrent la flotte française. Martin reconnait la petite taille des forces britanniques et mène sa flotte à sa poursuite, Nelson se retirant vers San Fiorenzo avec Moselle à la traîne derrière le reste de l’escadre. Le lendemain matin, l'Agamemnon commence à tirer des canons de signalisation dans l’espoir d’alerter Hotham de la présence des Français et les navires français de tête virent la flotte britannique à l’ancre. Bien que les Britanniques ne soient pas préparés et vulnérables aux attaques, Martin ordonne immédiatement à sa flotte de se détourner vers l’ouest, en direction de Toulon. Les vents soufflent de l’ouest et Martin et Hotham sont gênés. La flotte britannique est dans un état d’impréparation et ce n’est que le soir que Hotham est en mesure de conduire 23 navires de ligne, dont l’Agamemnon et deux navires napolitains alliés, hors de la baie à la poursuite des Français, qui ont utilisé le retard pour s’échapper vers le nord. Quatre jours plus tard, la petite frégate HMS Cyclops apprend par des navires de passage que les Français étaient récemment passés au sud.
Reconnaissant que les Français peuvent maintenant s’échapper, Hotham donne l’ordre d’une poursuite générale, donnant à ses navires les plus rapides l’occasion de rejoindre les Français du mieux qu’ils pouvaient. Un changement de vent du sud-ouest vers le nord amène les Français de sorte que les bordées des trois derniers navires français peuvent peser sur les Anglais qui approchent. Les principaux navires britanniques, le HMS Culloden, le HMS Cumberland et le HMS Victory, essuient tous des tirs. Le changement de vent favorise les Britanniques, ce qui leur permet de prendre rapidement de l’avance sur les Français. Les navires britanniques sont rapidement en mesure de riposter, ciblant le navire français le plus lent, l’Alcide. Bien que Culloden ait été forcé de faire demi-tour après avoir perdu un mât de hune, Alcide est rapidement gravement endommagé et isolé. En danger d’être submergé, le capitaine Leblond Saint-Hylaire arbore ses couleurs et remet son navire à Cumberland. Le capitaine Bartholomew Rowley n’a pas reconnu la reddition, passant à l’attaque du prochain navire français en ligne et les frégates françaises Alceste et Justice tentent de passer une corde de remorquage à Alcide et de l’éloigner de la flotte britannique. Le bateau du navire qui transporte la corde est coulé par le feu du Victory et les frégates font une embardée. Une tentative d’Aquilon pour atteindre Alcide est abandonnée lorsqu’il est devenu clair que le navire qui s’est rendu était en feu.
D’autres navires britanniques, dont l’Agamemnon, le HMS Blenheim, le HMS Captain et le HMS Defence, sont maintenant à longue portée et échangeaient des tirs avec les navires français les plus à l’arrière, le Généreux, le Berwick, le Tyrannicide et l’Aquilon avec lesquels Cumberland était maintenant fortement engagé. Hotham émet alors soudainement des signaux de drapeau ordonnant à ses capitaines de cesser l’action et de retourner à bord du vaisseau amiral HMS Britannia. Hotham se trouve à ce moment-là à 8 milles nautiques (15 km) de l’action et incapable de voir que ses navires sont prêts à attaquer la principale flotte française, préoccupé par le fait que ses navires dispersés sont vulnérables au feu de la flotte française et des batteries côtières. Le feu s’est emparé de l’Alcide qui se rendait à l’avant, probablement en raison de la détonation d’une grenade. L’équipage se jette à la mer pour échapper aux flammes et environ 300 personnes sont récupérées par des bateaux sur les navires britanniques de passage, mais on pense qu’au moins 300 sont tués lorsque les magasins du navire explosent. Le capitaine Leblond Saint-Hylaire figure parmi les morts.

### Expédition de Ganteaume
Martin détache une escadre sous les ordres du commodore Joseph de Richery pour naviguer vers l’ouest dans l’Atlantique et le 10 octobre, il détache une deuxième escadre, sous les ordres du commodore Honoré Ganteaume, pour faire voile vers l’est. La force de Ganteaume comprend le vaisseau de ligne Républicain de 74 canons, trois frégates et deux corvettes et sa mission est d’intercepter un grand convoi marchand britannique connu pour naviguer vers l’ouest du Levant vers la Grande-Bretagne et que l’on pense alors être encore en Méditerranée orientale. En fait, ce convoi a déjà fait route vers l’ouest et a été découvert au début d’octobre au large des côtes portugaises par le contre-amiral Joseph de Richery, qui vainc l’escorte et s’empare de la majeure partie du convoi lors de l’action du 7 octobre.
Au début, Ganteaume navigue vers le sud à la recherche du convoi et se retrouve coincé dans la mer de Sardaigne, où il évite de justesse une rencontre avec une grande escadre britannique sous le commandement du contre-amiral Robert Mann. L’amiral Hotham, basé à Livourne, n’apprend pas les mouvements de Ganteaume pendant un certain temps et est peut-être induit en erreur par le passage de Ganteaume à l’ouest de la Sardaigne en croyant que la Méditerranée orientale est en sécurité. Finalement, Ganteaume passe indemne à travers ces eaux, rejoignant la frégate Sérieuse au large de Tunis et tournant vers l’est. Lorsque l’escadre arrive en mer Égée en décembre, Ganteaume lui ordonne de se disperser. La frégate Justice est gravement endommagée et démâtée lors d’une tempête et Ganteaume l’envoie en réparation dans les Dardanelles, tout en détachant la corvette Badine pour patrouiller l’entrée de la mer Égée au large de la Grèce. Il prend la force principale de son escadre pour jeter l’ancre à Sígri sur l’île de Lesbos et à partir de cette position, il opère contre les navires coalisés dans la région pendant plusieurs semaines, en se concentrant sur le golfe d'Izmir. Le 9 décembre, la frégate française Sensible et la petite corvette Sardine commandée par le commodore Jacques-Mélanie Rondeau, naviguant indépendamment de Ganteaume, pénètrent dans le port ottoman neutre d'Izmir et trouvent la frégate britannique de 28 canons HMS Nemesis à l’ancre. Bien que le capitaine britannique Samuel Hood Linzee ait protesté contre la violation de la neutralité du port, les Français se sont emparés de son navire en infériorité numérique sans combattre. Lorsque Ganteaume apparait, les frégates britanniques HMS Aigle et HMS Cyclops sont à l’ancre au large d'Izmir attendant le départ de Rondeau, mais Ganteaume les repousse et il ajoute l’escadre de Rondeau à sa propre force.
En décembre, les forces de Ganteaume naviguent dans la mer Égée, attaquant les navires marchands russes, britanniques et napolitains. Les histoires britanniques rapportent qu’il « capture un grand nombre » de navires marchands coalisés dans la région bien que les sources françaises indiquent seulement qu’il en a pris 6. À mesure que le mois avançait, Ganteaume s’inquiète de la lenteur des réparations du Justice, ainsi que des rapports de Constantinople selon lesquels le nouveau commandant britannique dans la région, l’amiral Sir John Jervis, qui avait remplacé Hotham en novembre, a envoyé une escadre à sa poursuite. Ganteaume sait qu’il ne serait pas en sécurité dans un port ottoman et se prépare à quitter la mer Égée. La force de poursuite britannique, composée des navires de ligne HMS Culloden et HMS Diadem et des frégates HMS Lowestoft, HMS Inconstant et HMS Flora, arrive au large du cap Matapan le 27 décembre et est aperçue par Badine, qui se détourne vers l’ouest. Le commandant britannique, le capitaine Thomas Troubridge, ordonne à ses navires de se lancer à leur poursuite et Badine est en mesure de les entraîner jusqu’à Koroni. Troubridge envoie Lowestoft bloquer la corvette dans le port, mais après réflexion, il décide de ne pas violer la neutralité ottomane et laisse Badine à l’ancre. Troubridge emmène ensuite le reste de ses forces à Milos le 31 décembre, puis à Izmir. Apprenant l’arrivée de Troubridge, Ganteaume quitte son mouillage dans les Dardanelles le 2 janvier 1796, laissant derrière lui le Justice meurtri. Se faufilant entre l’escadre britannique, il met le cap sur Toulon, où il arrive, sans avoir rencontré d’autres forces britanniques, le 5 février.

## 1796

### Prise duMahonesa
Le 22 juillet 1795 avait pris effet le traité de Bâle déclarant la paix entre la France et l'Espagne affaiblie par la guerre du Rousillon,. Le 18 août 1796, le traité de San Ildefonso est signé à Paris entre la France et l’Espagne. La Grande-Bretagne impose immédiatement un embargo sur la marine marchande espagnole dans les ports britanniques en prévision d’une déclaration de guerre espagnole, qui a lieu le 5 octobre. Le secrétaire d’État à la Guerre, Henry Dundas, envoie l’ordre à Jervis d’évacuer la Corse et de se retirer à Gibraltar. Jervis rappelle l’escadre au large de Cadix sous le commandement de Mann le 29 juillet, mais Mann navigue sans réapprovisionner ses navires et Jervis est contraint de le renvoyer à Gibraltar pour recueillir des vivres. Dans la semaine qui précéda la déclaration de guerre, Lángara quitte Cadix avec le gros de la flotte espagnole vers Toulon et rencontre l’escadre de retour sous les ordres de Mann en mer. L’amiral britannique abandonne deux transports dans une retraite précipitée vers Gibraltar. Il déserte ensuite son poste et retourne en Grande-Bretagne contre les ordres. L’un des commandements indépendants de la région est une petite force dirigée par la petite frégate de 32 canons HMS Terpsichore sous le commandement du capitaine Richard Bowen, récemment transférée du commandement de la mer du Nord à la demande de Jervis. Bowen reconnait le danger de la désertion de Mann et met les voiles vers la mer Ligure pour avertir Jervis de l’approche de Lángara.

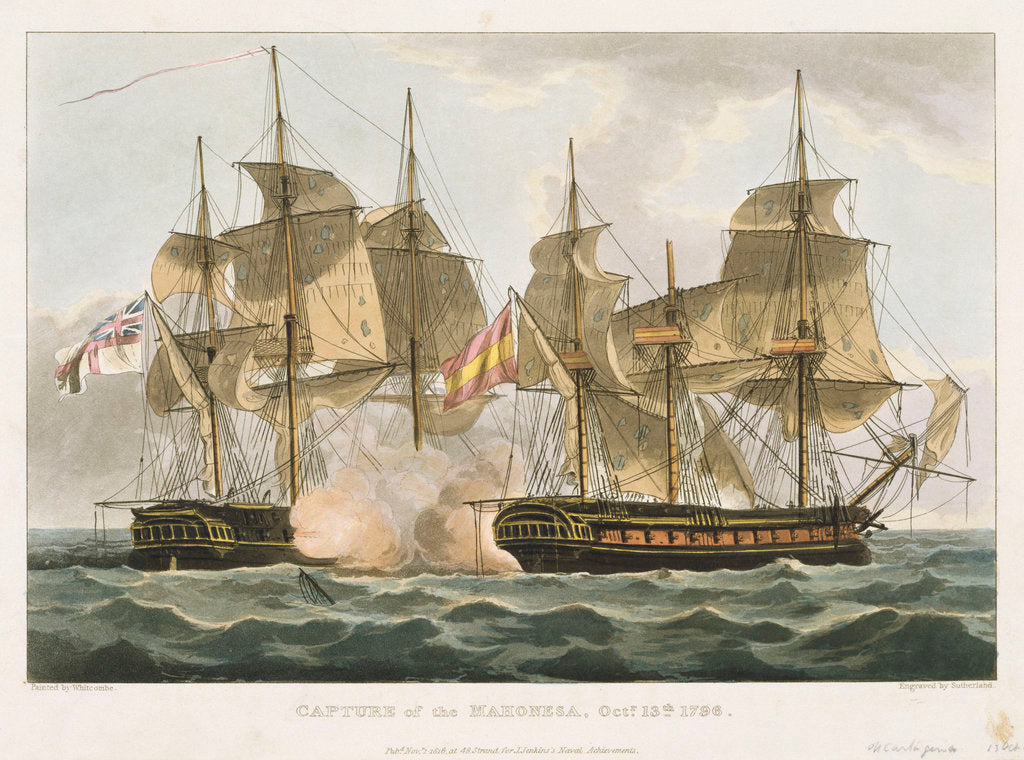
Prise du Mahonesa, 13 oct 1796, par Thomas Whitcombe, 1816.

Le 11 octobre, le Lángara atteint le port espagnol de Carthagène, s’unissant à l’escadre et naviguant à la recherche de Jervis. La veille, Bowen rencontre le HMS Pallas et passe l’avertissement, faisant demi-tour vers son poste au large de Gibraltar. Au passage de Lángara, une frégate espagnole stationnée à Carthagène, la Mahonesa de 34 canons, commandée par le capitaine Tomás de Ayalde, navigue seule en patrouille et, tôt le matin du 13 octobre, aperçoit une étrange voile vers le nord-est. Ayalde amène sa frégate vers l’étranger pour enquêter et découvre qu’il fait face à la frégate de Bowen, manœuvrant pour positionner Mahonesa dans une position avantageuse au vent. Le navire de Bowen est en sous-effectif, ayant débarqué 30 hommes pour un traitement médical à Gibraltar et avec 30 autres à bord inaptes au combat et il craint que la flotte espagnole qu’il suit puisse apparaître à tout moment. Un ravitailleur espagnol a été vu naviguant vers Carthagène avec des nouvelles de l’arrivée de Bowen. Bowen cependant choisit de se battre et se dirige vers le navire d’Ayalde. Ayalde répond à l'approche de Bowen par une bordée complète, et les frégates échangent des tirs pendant plus d'une heure alors qu’elles se rapprochent l’une de l’autre. Les mâts de Terpsichore sont gravement endommagés et le gréement, les voiles, les bateaux et les ancres sont gravement déchirés par les tirs espagnols mais les Espagnols subissent beaucoup de pertes contrairement à leurs adversaires,. Ayalde constate que ses hommes s’échappent de leurs canons et qu’il est de moins en moins possible de les persuader de revenir. Reconnaissant que la défaite est désormais inévitable, il ordonne de mettre les voiles et tente de se retirer vers Carthagène. Mahonesa se rend un peu plus tard,,.

### Bataille de Murcie

#### Prise duSabina
Jervis ordonne la prise de l’île d’Elbe, où se retire tout le personnel britannique restant en Méditerranée. Après avoir tiré sa flotte principale vers le Tage, Jervis donne l'ordre à Nelson du HMS Captain de quitter son navire et d’emmener une petite escadrille de frégates à l’île d’Elbe et de rassembler le personnel restant pour l’évacuation finale de la Méditerranée. La force de Nelson est composée du HMS Minerve de George Cockburn et du HMS Blanche de D’Arcy Preston. Jervis navigue pour Lisbonne depuis Gibraltar avec sa flotte le 16 décembre, la petite escadre de Nelson part dans la direction opposée, vers l’île d’Elbe.
Le 19 décembre, l’escadre de Nelson se trouve au large de Murcie près de Carthagène lorsqu’elle aperçoit une escadre de deux frégates espagnoles, la Sabina de 40 canons et la Ceres de 34 canons. Cette escadre est commandée par le capitaine Don Jacobo Stuart. Nelson ordonne à Blanche d’engager Ceres et de prendre Minerve contre Sabina. Nelson ordonne à Minerve d’ouvrir le feu, ce à quoi Stuart répond. La bataille se poursuit pendant presque 3 heures, le navire espagnol perdant son mât d’artimon et voyant ses mâts avant et principal gravement endommagés. Nelson appelle à plusieurs reprises Stuart à se rendre pendant l’action, mais ses demandes sont rejetées. Alors que les pertes ont atteint des niveaux insoutenables, que Stuart propose à Nelson sa reddition et appelle à un cessez-le-feu. Nelson amène le capitaine espagnol à bord de la Minerve. Alors que Nelson se bat, Preston attaque Ceres en ouvrant le feu sur la frégate espagnole en retraite. Ceres est gravement endommagée, perdant sept tués et 15 blessés dans l’attaque. Preston, qui n’a pas subi une seule perte, rapporte que le capitaine espagnol a porté ses couleurs pendant la bataille, mais Ceres n’arrête pas le retrait jusqu’à ce qu’il soit en vue d’une escadre espagnole plus nombreuse. Cette force comprend les frégates Matilde et Perla et le navire de première ligne de 112 canons Principe de Asturias. En infériorité numérique, Preston recule alors que l’escadron avance sur Minerve et Sabina.

#### Arrivée des renforts espagnols
Nelson envoie ses premier et second lieutenants, John Culverhouse et Thomas Hardy à bord du Sabina pour commander un équipage de 40 officiers mariniers et marins, la frégate britannique remorquant la prise espagnole en panne lorsque l’escadre plus importante apparait. Abandonnant la corde de remorquage, Nelson navigue à la rencontre de Matilde, en avance sur le reste de l’escadre alors que ses lieutenants emmènent Sabina vers le sud. Le Minerve et le Matilde se livrent un vif combat d’une demi-heure, infligeant suffisamment de dégâts pour forcer le capitaine à s’épuiser devant l’action. Minerve perd 10 autres marins blessés. Principe de Asturias, avec Perla et Ceres reprise, se rapproche du champ de tir et menace Minerve. Incapable de s’opposer à une force aussi écrasante, Nelson se détourne vers la lointaine Blanche, poursuivie par les Espagnols. À l’aube du 20 décembre, toute l’escadre espagnole, rejointe par le Matilde, est alignée derrière le Minerve, le navire britannique gêné par son gréement endommagé. Pour éviter que la Minerve endommagée ne soit envahie, Culverhouse emmène la prise sur le chemin des Espagnols, arborant bien en évidence le drapeau britannique au-dessus des Espagnols. Grâce à des manœuvres prudentes, Sabina est en mesure de distraire et de retarder suffisamment les Espagnols pour permettre à Nelson de s’échapper, refusant de se rendre jusqu’à ce que les mâts restants soient tombés par-dessus bord. Sabina est recapturée et l’équipage est fait prisonnier de guerre. Nelson atteint Portoferraio sur l’île d’Elbe le 27 décembre, trois jours avant Blanche. Là, Nelson se dispute avec le général John de Burgh, essayant de le persuader de retirer la majeure partie de la garnison de l’île.

### Reprise de la Corse
Des ordres sont immédiatement envoyés à Gilbert Elliot-Murray-Kynynmound pour dépouiller la garnison britannique de Corse afin de défendre la forteresse à l’entrée de la Méditerranée. Lorsque la nouvelle est tombée en Corse en octobre, les rébellions se sont propagées. Des comités révolutionnaires apparaissent dans les villes de l’île, qui commencent à négocier des conditions avec les forces françaises en Italie. Le 14 octobre, Nelson force les comités de Bastia à se disperser sous la menace de violences mais les troupes françaises ont déjà débarqué à Macinaggio et les 19 et 20 octobre, Elliot et le reste du personnel militaire et diplomatique britannique ainsi que 370 réfugiés corses embarquent dans le convoi de Nelson et naviguent vers Portoferraio en Toscane. Au cours de la semaine suivante, les garnisons restantes à Calvi et à San Fiorenzo sont retirées, les défenses de ce dernier délibérément détruites. À ce moment-là, les troupes françaises d’Antoine Gentili ont déjà capturé la majeure partie de l’île avec le soutien de la Corse. En décembre, la flotte britannique, désormais sous le commandement de Jervis, se retire complètement de la Méditerranée.

## Conséquences

### Conflit anglo-espagnol de 1797
Jervis est forcé de se rendre sur le Tage, d’où il reconstruit sa flotte avec des renforts de Grande-Bretagne. Il concentre ses opérations sur le blocus de Cadix, patrouillant à la recherche de la flotte espagnole. Le 25 janvier 1794, deux frégates espagnoles sont repérées. Elles sont attaquées par la flotte de George Stewart mais ce dernier est contraint de se retirer. Le 14 février, la flotte britannique de Jervis rencontre une force espagnole beaucoup plus importante au large du cap Saint-Vincent et inflige une sévère défaite aux Espagnols à la bataille du cap Saint-Vincent qui se retirent à Cadix. Le 26 avril, George Martin capture, dans la baie de Conil, deux frégates espagnoles transportant de l'or et de l'argent qui se déplaçaient de La Havane à Cadix. En juin, la flotte britannique de Jervis et Nelson rejoint le golfe de Cadix. La ville est bombardée pour forcer l’amiral espagnol José de Mazarredo à quitter le port avec la flotte espagnole. Les Britanniques lancent plusieurs assauts nocturnes capturant des mortiers mais l'opération reste un échec,. Les deux états subissent de lourdes pertes économiques,. Le 22 juillet, Nelson lance un assaut sur Santa Cruz de Tenerife mais Antonio Gutiérrez, défendant la ville, repousse les Britanniques. Nelson est blessé par un tir de mousquet lorsqu'il met pied à terre.

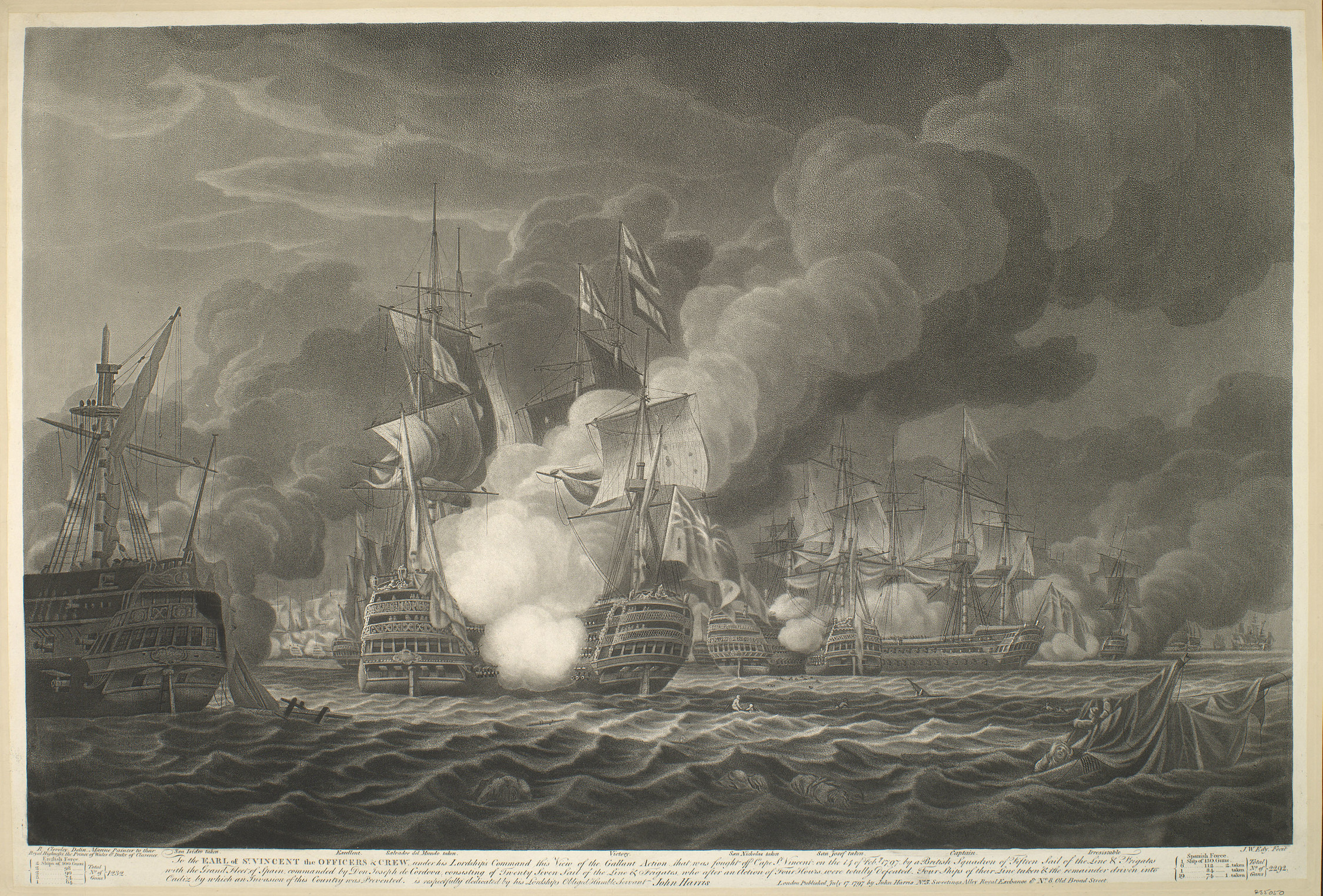
To the EARL of S.T VINCENT the OFFICERS & CREW..., par John William Edy, 17 juillet 1797.
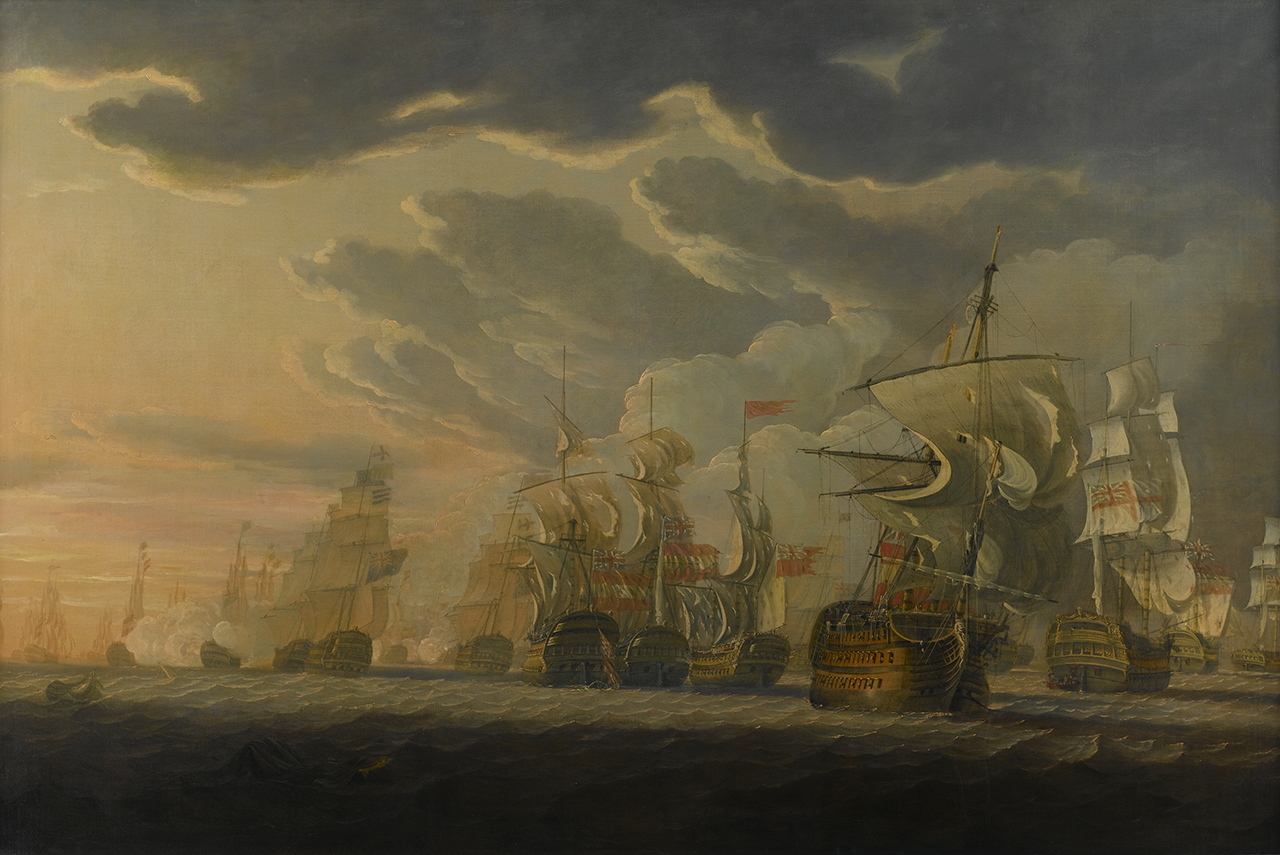
La bataille du cap Saint-Vincent, 14 février 1797, par Robert Cleveley, 1798, National Maritime Museum.
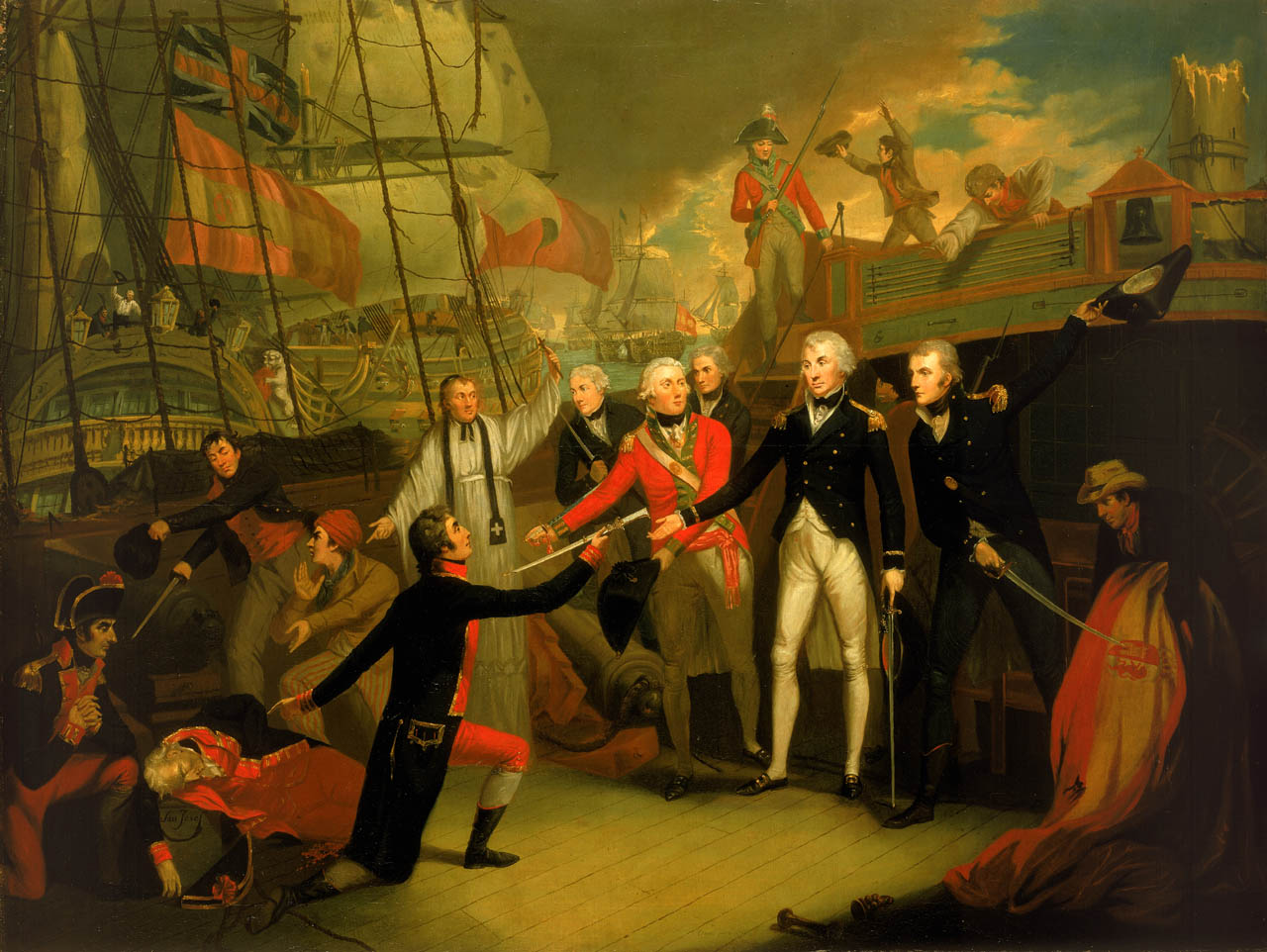
Nelson recevant la reddition du « San Josef » à la bataille du cap Saint-Vincent, le 14 février 1797, par Daniel Orme, 1799, National Maritime Museum.
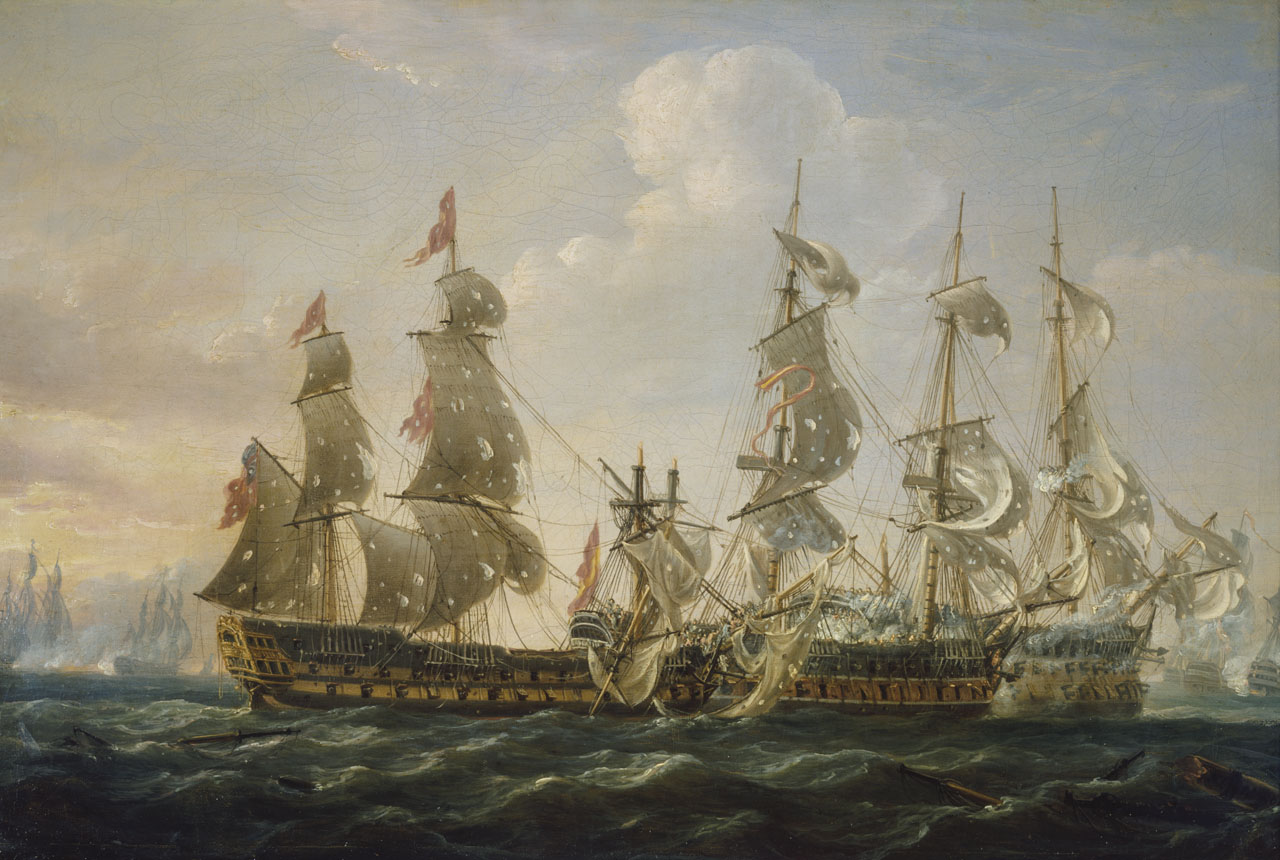
Le « Captain » capturant le « San Nicolás » et le « San José » à la bataille du Cap Saint-Vincent, le 14 février 1797, par Nicholas Pocock, 1801.
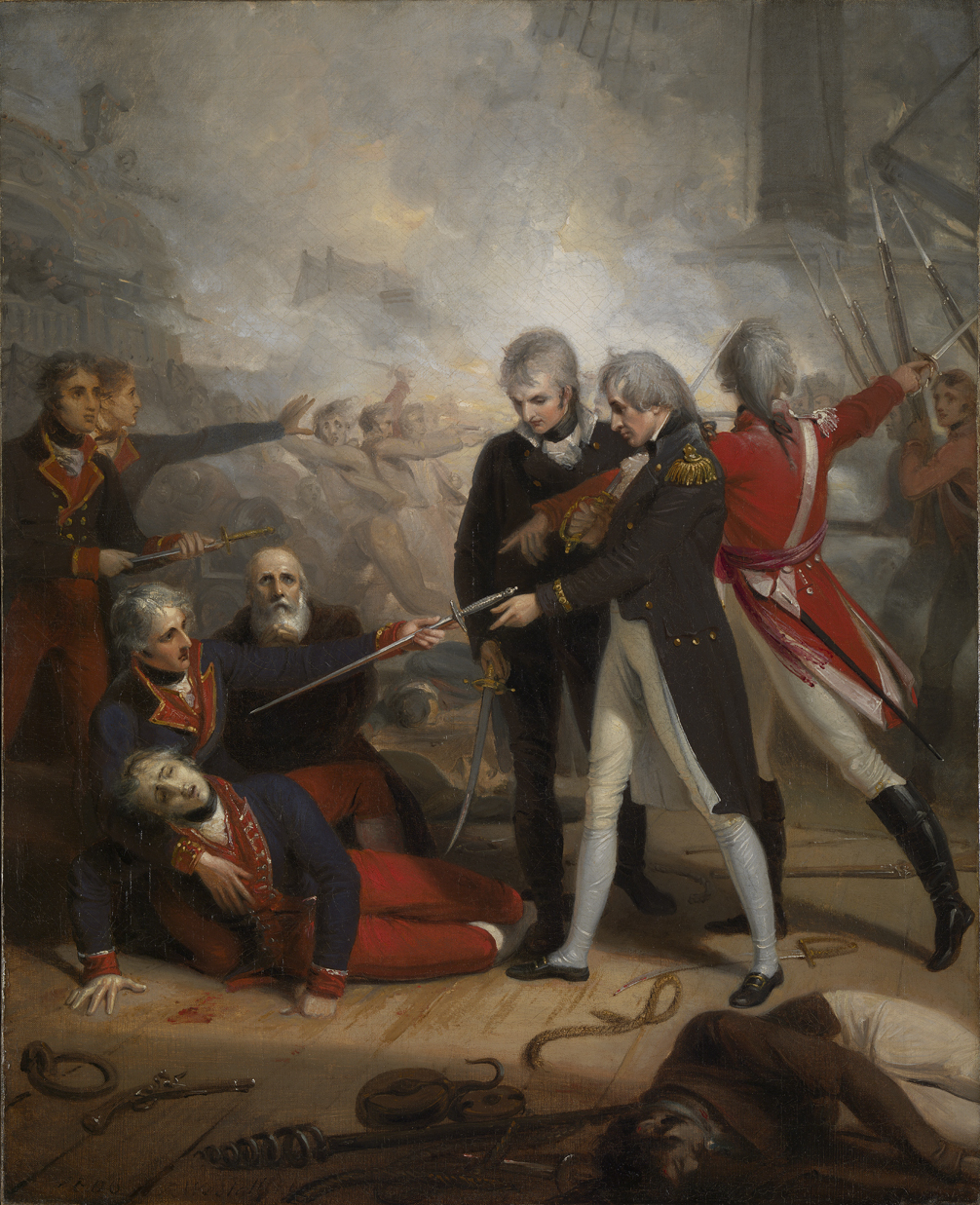
Nelson recevant la reddition du « San Nicolás », le 14 février 1797, par Richard Westall, 1806, National Maritime Museum.
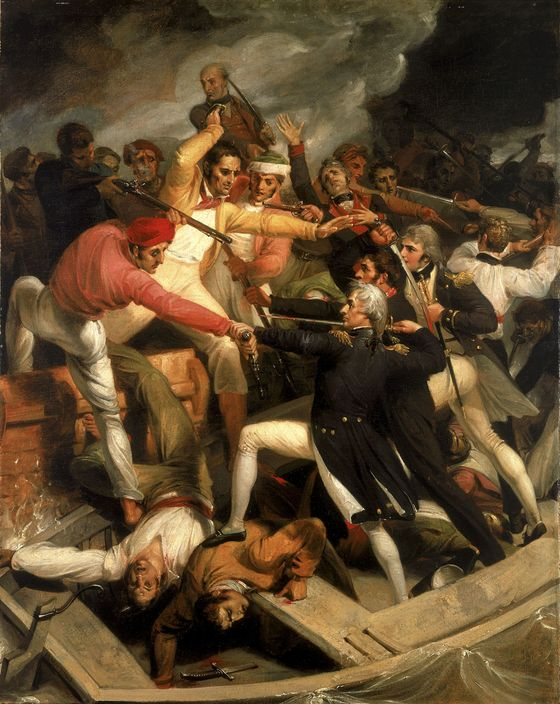
Nelson en conflit avec un lancement espagnol, 3 juillet 1797, par Richard Westwall, 1806, National Maritime Museum.
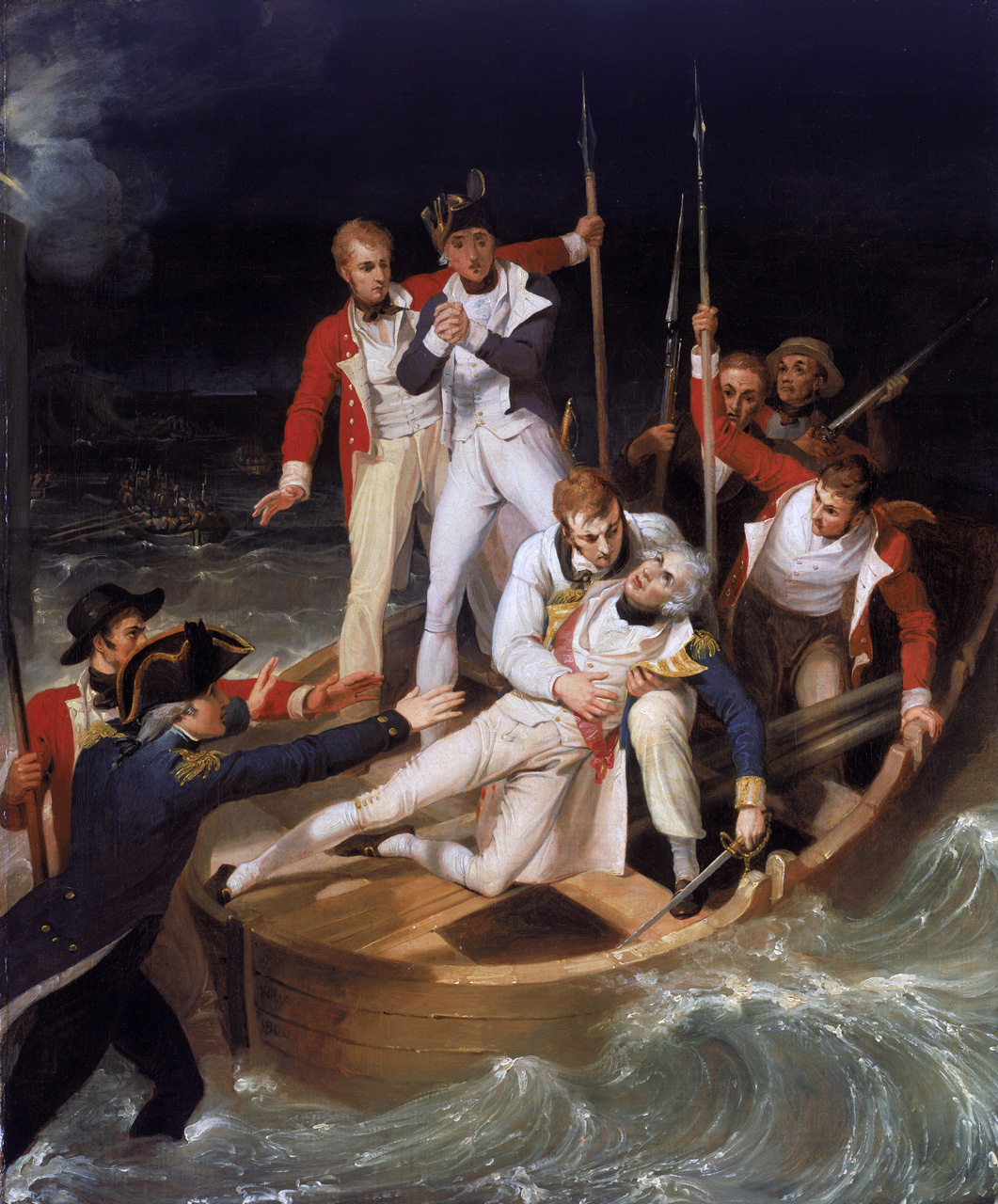
Nelson blessé à Tenerife, le 24 juillet 1797, 1806, National Maritime Museum.
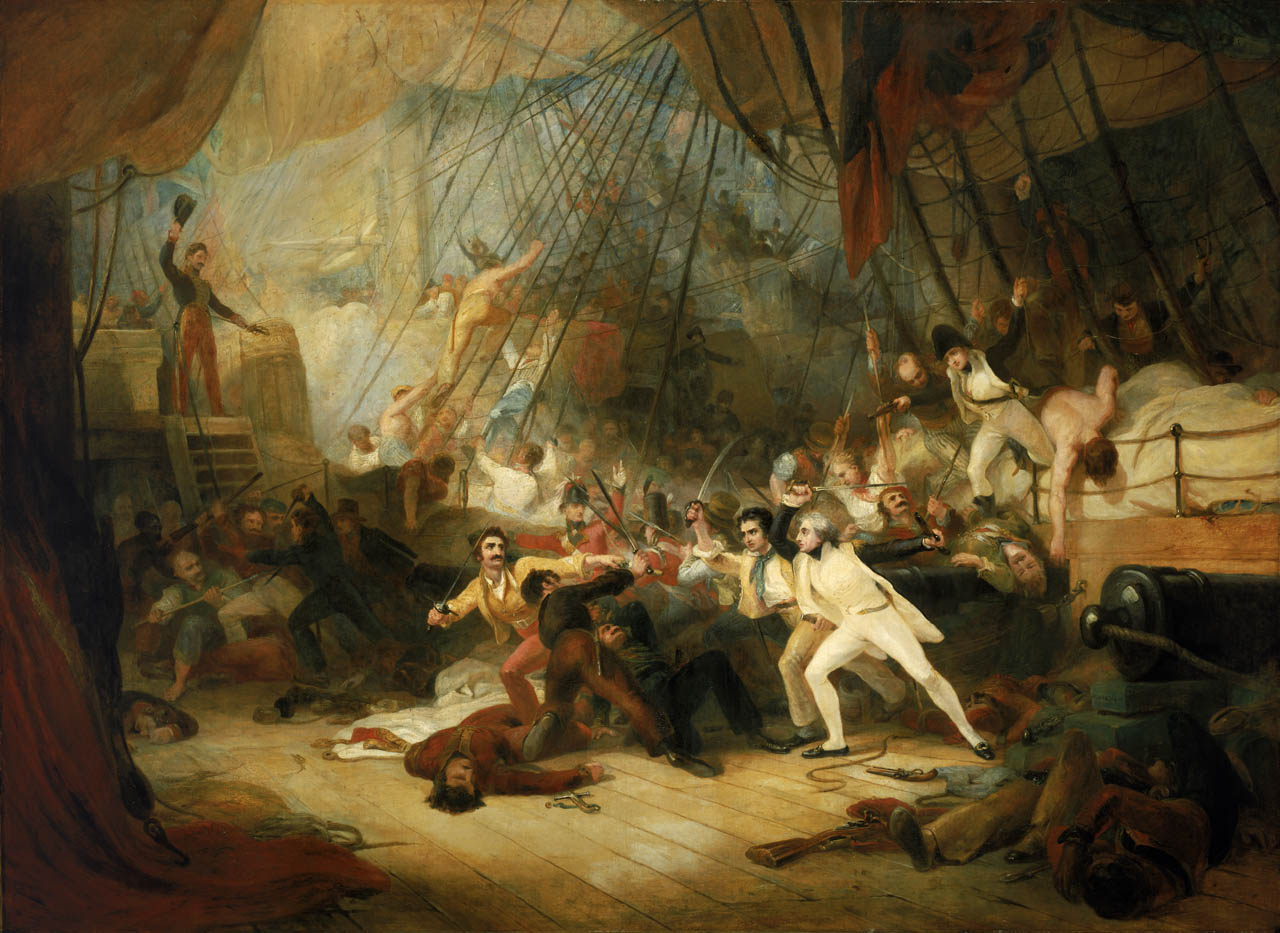
Nelson abordant le « San Josef » à la bataille du cap Saint-Vincent, le 14 février 1797, par George Jones, 1829, National Maritime Museum.
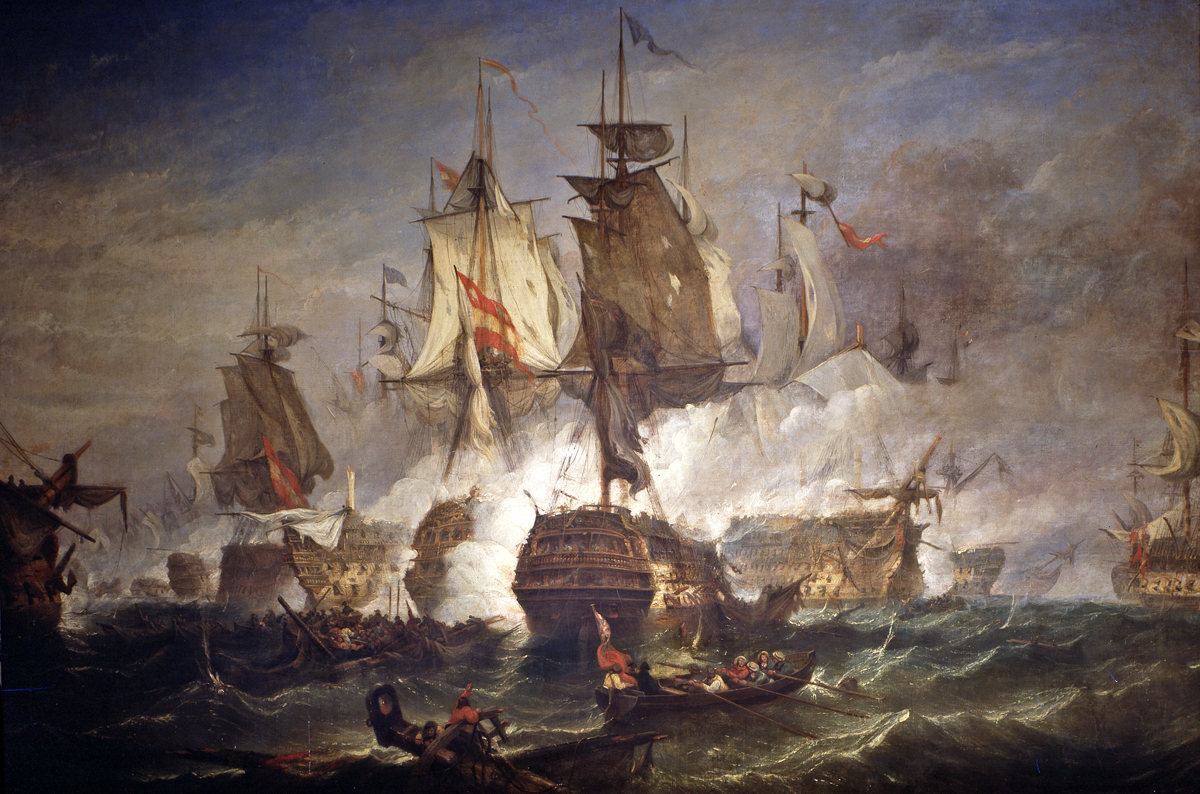
Bataille du Cap Saint-Vincent, 1797, par William Adolphus Knell, 1846.
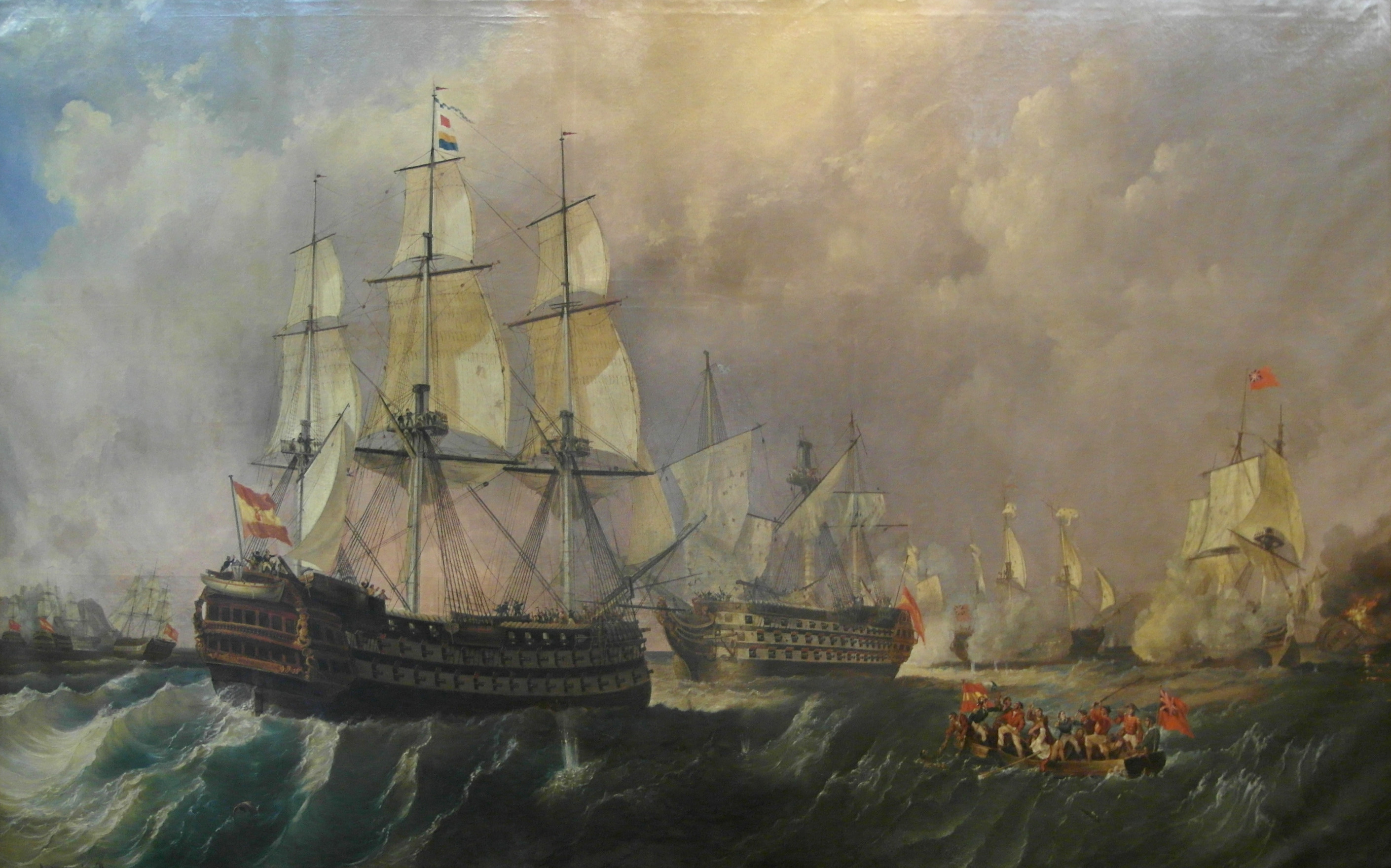
Le navire Pelayo vient en aide à la Santísima Trinidad lors de la bataille de Cap Saint-Vincent, par Antonio de Brugada, 1858, Musée naval de Madrid.
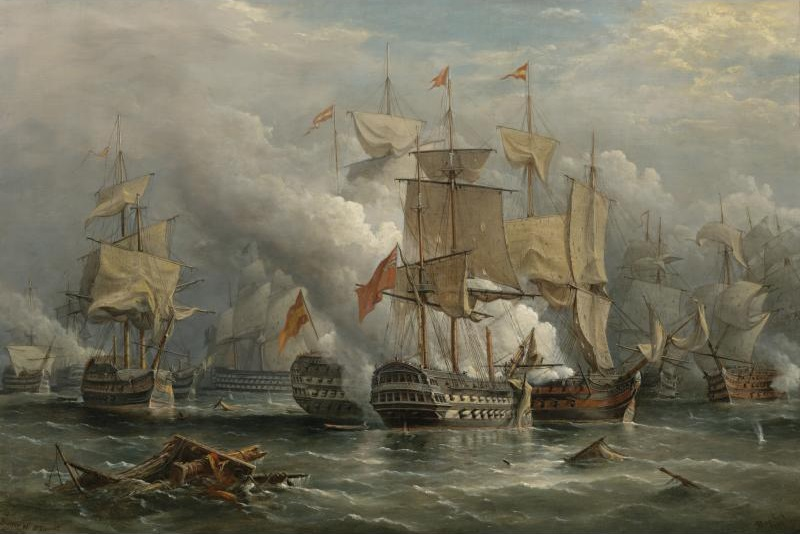
La bataille de Saint-Vincent, par Richard Brydges Beechey, 1881.

### Campagne de 1798
Le 28 mars 1798, Nelson part de Londres pour rejoindre Jervis. Ce dernier l’envoie à Toulon avec une petite troupe pour repérer les mouvements de la flotte française. La flotte de Bonaparte quitte Toulon le 19 mai. Dans la matinée du 10 juin, l'armée française débarque à quatre endroits différents des îles maltaises : la baie de Saint-Paul, San Ġiljan, Marsaxlokk et la région autour de la baie de Ramla sur Gozo. Le 12, Bonaparte négocie une reddition avec le grand maître Ferdinand von Hompesch qui accepte de remettre Malte et toutes ses ressources aux Français,. Après une conférence avec ses capitaines, Nelson pense que la destination la plus probable de Napoléon est l’Égypte et se dirige vers Alexandrie. Cependant, à son arrivée, le 28 juin, Nelson ne trouve aucun signe de la présence des Français. Il se retire et commence des recherches à l’est du port. Pendant ce temps, le 1er juillet, la flotte de Napoléon arrive à Alexandrie et débarque ses forces sans opposition. La ville, défendue par 500 hommes, est prise facilement par les Français le lendemain.
Le 1er août, la flotte de Nelson atteint la côte égyptienne. Les navires HMS Swiftsure et HMS Alexander se détachent en tant qu’éclaireurs pour explorer le port d’Alexandrie. Les vigies du HMS Zealous signalent que les Français sont ancrés en ligne de bataille dans la baie d’Aboukir. Pris au piège d’un échange de tirs, les principaux navires de guerre français sont poussés à la reddition au cours d’une bataille acharnée de trois heures. Le vaisseau amiral français Orient explose ensuite. En septembre, les Maltais se soulèvent puis les Britanniques installent un blocus sur l'archipel. Le 28 octobre, les Français rendent Gozo sans combat. En novembre, les Britanniques envahissent et occupent l'île espagnole de Minorque. L'île devient une base importante de la Royal Navy en Méditerranée.